# ベルサイユのばら (宝塚歌劇)
『ベルサイユのばら』は、宝塚歌劇団のミュージカル作品。原作は池田理代子の同名漫画『ベルサイユのばら』。
1974年の初演以来再演を繰り返し、2006年1月9日には通算上演回数1500回を突破、2014年6月27日には通算観客動員数500万人を記録した、宝塚歌劇団史上最大のヒット作である。

## 概要
初演時に演出を担当したのは俳優の長谷川一夫。宝塚歌劇団の専属脚本家、植田紳爾が潤色・脚本化し、長谷川と共に演出を担当した。
初演までは上演反対の意見も多かったが（詳しくは別項「ベルばらブーム」参照）、初演は大成功を収め、空前絶後の社会現象になった。
この作品は、初演当時テレビに押されて停滞気味であった宝塚歌劇団の人気を復活させる作品となったばかりではなく、非宝塚歌劇団ファンの一般人にとっても「宝塚歌劇団」の代名詞的な作品になっている。上演すればかなりの集客を常に期待できる演目であるため、宝塚歌劇団にとって「ここ一番の真剣勝負」というときに上演されることが多い。
長谷川の死後は、長谷川の遺した「型」を生かしつつ、植田が脚本・演出を取り仕切っている。最近では、谷正純が演出陣に加わっている。
2005年12月6日、NHK総合テレビの『プロジェクトX〜挑戦者たち〜』にて、初演が行われるまでの経緯と舞台裏の再現ドラマが特集された（この放送内容は宝塚歌劇団関連会社のTCA(宝塚クリエイティブアーツ)より発売された「ベルサイユのばらGRAND HISTORY」の特典ディスクに収録されている。ただし、著作権上の理由により、中島みゆきの曲、及び長谷川一夫出演映画と歌舞伎映像使用場面は割愛してある）。また、2022年7月15日の同チャンネル『アナザーストーリーズ 運命の分岐点』においても、同様の特集を「ベルサイユのばら オスカルになりたかった私たち」という題で生放送され、池田理代子、榛名由梨らがインタビューに答えた。
2008年より『外伝 ベルサイユのばら』として、池田理代子が新たに書き下ろしたストーリーにより、新作が上演されている。

## あらすじ
上演ごとに内容が異なるので、基本的なあらすじを記す。

### オスカル編
貴族の出身のオスカルは、世継ぎの生まれぬ父親によって、女でありながら男として育てられた、男装の麗人である。
幼くして両親を亡くしたアンドレは、オスカルの乳母をつとめる祖母のマロン・グラッセに引き取られる。ジャルジェ家へ迎えられ、オスカルの世話役を仰せつかり、それ以来、片時も傍を離れず影となって支える。いつしかオスカルを親友から一人の女性として見るようになるが、アンドレは平民の身分であった。
アンドレは、オスカルをかばって目を怪我して以来、段々と目が見えなくなってしまう。オスカルは王宮守護の近衛隊から国民を守る軍隊衛兵隊への転属を自ら志願し、隊長を務めることになる。最初は隊員の誰もが、「女の貴族には従えない」と反発していたが、オスカルの博愛精神と純粋な心に、いつしか結束が固まっていく。
アンドレは、オスカルとオスカルのかつての部下で貴族の将校ジェローデルとの結婚話にショックを受け、オスカルを殺してでも永遠に自分のものにしようとするが、寸前で思いとどまり、今までの自分の想いを告げる。最初はとまどったオスカルだが、そのうちに自分の中のアンドレへの想いに気づきはじめる。
そんな中、フランス国内の情勢は急速に悪くなっていった。貧富の差が拡大し、平民の不満は頂点に達し、いつ貴族と平民が血と血で争うことになっても、おかしくない状況となっていく。ついにオスカルは、衛兵隊の指揮官として、パリ出動の先陣に立つことになる。
今、パリに行けば、生きて帰れるかわからない。パリ出動前夜オスカルはアンドレに自らの思いを吐露し、二人はついに結ばれる。
しかしアンドレは目が不自由なためにセーヌ河畔の橋上でオスカルの身を案じながら銃弾に倒れる。翌7月14日、悲しみを振り切り、気丈にも衛兵隊を率いてバスティーユに向かうオスカル。後に「フランス革命」と呼ばれた、平民が絶対王政の象徴だった、バスティーユ監獄を篭絡した日。オスカルは、弱き者の力になると、平民の盾となって貴族の部隊と戦うのだった。
激戦の中、銃弾に倒れたオスカルは「バスティーユに白旗が!」と叫ぶ部下アランの言葉を妹同然の娘ロザリーの腕の中で聞く。フランス革命がなされたその瞬間に、生涯の幕を閉じるのだった。
絶命したオスカルに「オスカル、オスカル…」と聞き覚えのある声が呼びかける。その声に目覚めてオスカルが立ち上がるとアンドレが現われる。一足先に戦死したアンドレが天国からオスカルを迎えに来たのだった。アンドレに抱擁されるオスカル。地上では実らなかった「身分違いの恋」をここに成就し、二人は天国へ旅立つのだった。
ラストシーンにおける原作漫画との差異
原作漫画においては、オスカルがバスティーユ攻撃中に敵弾に撃たれた直後に、傷の手当てをするロザリーが「あ…アンドレ　アンドレ　聞いてちょうだい　お願いよ!!　オスカルさまを…オスカルさまをつれていかないで　つれていかないで　お願い!!」というセリフや、オスカルの死後、二人の死を悼んでベッドで休んでいるマロングラッセ（アンドレの祖母、オスカルの乳母）の頭上にオスカルとアンドレ（の魂のようなもの）が二人寄り添う画は出てくる。
しかし、一足先に戦死したアンドレの魂がそのあとバスティーユ攻撃で戦死したオスカルの魂を天国から迎えに来る明確なシーンを演じるのは宝塚歌劇団の舞台作品におけるオリジナルである。
差異の理由は、原作はオスカルの死後も物語が続くが、「宝塚歌劇　ベルサイユのばら　-オスカル編-　-オスカルとアンドレ編-　-アンドレとオスカル編-」においてはオスカルの戦死によって物語を終結させなくてはならない。
また、「主役の男女二人（オスカルとアンドレ）はラストシーンに必ず出番がある」という宝塚歌劇独特のしきたりがあるため。

### フェルゼンとマリー・アントワネット編
オーストリア皇女、マリー・アントワネットは、政略結婚で14歳の時にフランス王太子、後のルイ16世の元に嫁ぐ。無知で幼く、単純に奇麗なドレスを喜ぶ少女であった。
アントワネットは18歳の時にパリ・オペラ座の仮面舞踏会にて生涯の恋人、スウェーデン貴族のフェルゼンと遭遇する。その時、アントワネット付きの近衛仕官だったのが、金髪の男装の麗人オスカル。異国に生を受けた3人はその夜、運命の出会いを果たす。
フェルゼンとの道ならぬ恋に思いを募らせるアントワネットに「国家の母としての義務を忘れるな」と諫めるオスカル。アントワネットは「軍服を着ているうちに女の気持ちを忘れてしまった」とオスカルを詰った。しかしオスカルもまたフェルゼンへのかなわぬ思いに悩んでいた。親友として親交を暖めていたオスカルとフェルゼンだったが、オスカルの胸のうちには女としての想いが芽生えていたのだ。
フェルゼンはアントワネットを深く愛していた。2人の愛が醜聞となりアントワネットを破滅させると感じたフェルゼンは男らしく身を引く決心をする。彼は、愛を胸に秘めてスウェーデンに帰国した。
フランス国内の不穏な空気は高まり、貧しい民衆達の不満は爆発寸前だった。近衛隊から衛兵隊へ転属したオスカルは民衆達の暴動に備えて1789年7月12日、パリ出動を命じられる。
オスカルの養育係の孫である平民のアンドレは護衛として常にオスカルに寄り添ってきた。彼は身分違いと知りながら心密かに長年オスカルを愛していた。オスカルも常に自分を支えてくれるアンドレの大きな愛に気づき、彼を愛するようになる。パリに進駐することになれば身分を捨て命をかけて戦わねばならないと覚悟したオスカルはアンドレとの結婚を決意し、ついに2人は結ばれる。オスカルは貴族の身分を捨て民衆と共に戦うことを宣言し、貴族側の軍隊との戦闘に突入した。アンドレはオスカルの身を案じながら戦死し、翌7月14日（フランス革命記念日）、民衆達はバスティーユ監獄を襲撃した。愛する人の死を耐えながら気丈に軍隊を指揮するオスカル。しかし彼女も銃弾に倒れ、部下の衛兵隊員アランの「バスティーユに白旗が!」という言葉を聞きながら息絶えた。
革命の勢いに押された群集はベルサイユに押し寄せ、アントワネットは民の声にベルサイユを離れパリに行くこととなる。彼女の窮地を知ったフェルゼンは彼女を救うべく、命がけで急遽スウェーデンからフランスにやってきた。
国王の処刑後、コンシェルジュリ牢獄に囚われていたアントワネットのもとにフェルゼンは彼女を脱獄させるためにやってくる。「別に囚われている子供たちを置いては行けない」と脱獄を断るアントワネットにフェルゼンは涙ながらに説得するが、アントワネットは拒み通す。アントワネットはフェルゼンの絶叫がこだまする中、フランスの王妃らしく誇り高く毅然として断頭台へと向かうのだった。
ラストシーンにおける原作漫画との差異
原作漫画においては、コンシェルジュリー牢獄に移されたマリーアントワネットのもとにジャルジェ将軍が面会に訪れマリーに脱走計画を明かすが、「子供たちをおいて逃げるわけにはいかない」と拒否するシーンはある。しかしフェルゼンがコンシェルジュリー牢獄に極秘面会に訪れ、脱走を持ちかけるラストシーンは宝塚歌劇団の舞台作品におけるオリジナルである。
差異の理由は“主役の男女二人（フェルゼンとマリー）はラストシーンに必ず出番がある”という宝塚歌劇独特の仕来りがあるため。

## 主な登場人物
- オスカル
- アンドレ
- マリー・アントワネット
- フェルゼン
- アラン
- ジェローデル
- ロザリー
- ベルナール

## 楽曲
- 愛あればこそ／作詞：植田紳爾、作曲：寺田瀧雄
- 愛の面影／作詞：植田紳爾、作曲：寺田瀧雄
- 愛の巡礼／作詞：植田紳爾、作曲：寺田瀧雄
- 愛の怯え／作詞：植田紳爾、作曲：平尾昌晃
- 結ばれぬ愛／作詞：片桐和子、作曲：平尾昌晃
- 駆けろペガサスの如く／作詞：植田紳爾、作曲：寺田瀧雄
- ごらんなさい ごらんなさい／作詞：植田紳爾、作曲：寺田瀧雄
- 白ばらのひと／作詞：植田紳爾、補作詞：片桐和子、作曲：平尾昌晃
- 我が名はオスカル／作詞：植田紳爾、作曲：寺田瀧雄
- ばらベルサイユ／作詞：植田紳爾、作曲：寺田瀧雄
- 青きドナウの岸辺／作詞：植田紳爾、作曲：寺田瀧雄
- アン・ドゥ・トロア／作詞：植田紳爾、作曲：吉田優子
- 心の白薔薇／作詞：植田紳爾、作曲：寺田瀧雄
- 心のひとオスカル／作詞：植田紳爾、作曲：寺田瀧雄
- ばらのスーベニール／作詞：植田紳爾、作曲：寺田瀧雄
- 乙女の祈り／作詞：植田紳爾、作曲：吉田優子

## ベルばらブーム
1970年前後、宝塚歌劇団はスターを輩出し、ブロードウェイ・ミュージカルの翻訳上演も始めるなど（海外作品の初紹介は1967年。）、新機軸を打ち出してもいたが、テレビの普及や娯楽の多様化の影響を拭い去るには至らず、赤字決算となっていた。平日には客席に閑古鳥が鳴く日も増えており、歌劇団存続を危ぶむ声が歌劇団内部にも広がり始めた。危機感を感じたスタッフたちには「舞台に責任を持つ専属演出家をはじめ、ほぼ歌劇団内部の人間のみでの舞台作り、という旧来からの制作体制では、観客の嗜好に対応し続けていけるのか」との認識があり、その結果、新しい方向性を求め、外部からの演出家の招聘が行なわれ、その一環として、戦前からの宝塚ファンでもあった長谷川一夫も招かれ、1971年、宝塚歌劇団で『我が愛は山の彼方に』の演出を手がけた（脚本・共同演出：植田紳爾）。
10世紀朝鮮半島を舞台にした『我が愛は山の彼方に』は長谷川演出ということで話題作となり、観客動員で一定の成果を挙げ、宝塚歌劇団は長谷川一夫に更に演出を依頼、長谷川が、宝塚歌劇団での2作目は洋物（外国を舞台にした作品）を手がけたいと希望、また脚本・共同演出担当として、評価していた植田を指名した。
長谷川の要望を受け題材の選定に入った植田は、交流のあったファンから、約半年前に「『ベルサイユのばら』は宝塚歌劇団にぴったりの作品」と聞かされており、題材として検討（もっとも植田自身、ファンから初めて聞いた時は、宝塚歌劇団で漫画を舞台化した例もほとんどなかったため、真剣に考えていなかったという）。
原作を通読した植田は登場人物たちの愛の描き方に感銘を受け「この作品は舞台化すればいける、ぜひ手がけたい」との手応えも感じて、企画案を長谷川に相談、はじめ長谷川は「描かれているのは王妃の浮気の話。清く正しく美しく（が方針）の宝塚ではやったらあかん」と指摘、主に物語の内容面から乗り気でなかったという。植田は、本作のような華やかなコスチューム・プレイが長谷川の演出とも相性が良いのでは、と考えてもおり「宝塚歌劇らしい作品にします」と脚本での工夫などを改めて言明して長谷川を説得、なんとか長谷川の賛同を得て上演計画が動きだしたという。
漫画を舞台化してのヒットの実績が歌劇団になかったこともあり、企画を提案された歌劇団内部では首脳陣から反対の声もあがったが、長谷川の賛同を得ていたことが決め手のひとつとなって、なんとか上演が決定、原作者・池田は宝塚歌劇好きで、舞台化を快く了承（植田の回想によると「安めの原作料の支払いだけで上演許可をくれた」という）。多忙な長谷川が稽古や演出のために時間をとれる時期を考慮して、月組公演として公演時期も正式に決定する。
しかし、宝塚歌劇団から上演・配役が公表されると、原作ファンから「原作での八頭身のオスカルを日本人が演じるのは無理、イメージが壊れるから上演の中止を」などと批判的な投書が多数届き、植田のもとにもたびたび剃刀を入れた脅迫の投書が送られてくる事態となる。
上記のような逆風の中稽古が始まり、演技を磨くのはもちろん、出演者たちは、鬘や衣装がよく馴染むよう入念に調整、原作の絵柄を化粧台に置き、参照しつつ化粧するなど、「原作のイメージが壊れる」と訴えるファンたちにも舞台を見て納得してもらおうと、工夫を重ねた。
演出の長谷川も「漫画の舞台化なのだから、原作と全く同様に目を輝かせるのは無理でも、照明を活かして役者の目に星を飛ばせないものか」と着目、照明のあたり方を研究した末、2階席に視線を送れば照明が目にうまく写り込むことに気づき、最も照明を活かせる位置の座席番号を把握した。そして生徒たちにその座席番号まで指示して視線の配り方を徹底指導し（その際、2階席の手すりから1階席に落とし込むよう視線の配り方を指導した）、照明や衣装を活かして最大限に美しく演じる二枚目俳優らしい切り口で、劇画から飛び出してきたような舞台を追求していった。
また、若き日に歌舞伎界で女形修業を積んだ後、映画界に転じて二枚目大スターとなった長谷川は、その経歴を生かして、男女を演じ分けて手本を見せつつ、観客から見て美しいラヴシーンを出演者たちに教えていった。「役者が苦労してこそ、観客には美しく見える」という彼ならではの美学により、体の捻りを多用した演技を伝授、彼の指導により生み出された数々の演技・所作は、長谷川の遺産ともいえる“型”として、最近の上演にまで受け継がれている。
宝塚大劇場で迎えた初日は開幕前、出演者全員が一言も発しない異様な集中力が漲っていた。そして終演後、「3階席から歓声が降ってきました」と喜ぶ榛名由梨たちの声を聞いて、植田は作品の成功を確信したという。初日観客数は約9割の動員であったが、翌日から連日満員御礼の盛況が続き、思わぬ反響に歌劇団は沸き、「翌年に第2弾を」と決定する。翌年の上演は一本立て上演となり、花組公演に決定、トップスターの個性等からオスカルとアンドレを中心とし、一本立てとなってより長い公演時間を確保できることもあって、「今宵一夜」の場面等を植田が加筆、大当たり作品の第2弾とあって、植田がオスカル役に安奈淳を推したことが論議を呼んだりもした（当該公演の項目参照）が、結果は初演版以上の大ヒットを記録。結局76年まで、更に雪組、星組、月組による各本公演が続く大ブームとなった。
ベルばらブームが歌劇団の話題のみにとどまらず、社会現象にまで膨らんだこともあって、「ブームは一過性のもの」との評も聞かれ、植田は「次に作る作品がベルばら以上の作品でなければ、ベルばらブームはたまたまのものだったと言われる」と痛感、次回作にはベルばらに物語、スケール、知名度等で匹敵する作品を、と考慮を重ねた結果、77年、植田脚本・演出で宝塚版「風と共に去りぬ」(風と共に去りぬ (宝塚歌劇))を上演、ベルばらに次ぐヒットを記録。以降「風と共に去りぬ」は78年まで全4組により上演、ベルばらも80年まで毎年地方公演で上演され、歌劇団は一連のブーム終焉後の急失速を回避できた。2作品はその後折に触れて再演され続け、21世紀の現在に至るまで、歌劇団の財産となっている。

## これまでの上演

### 1974 - 1976年（昭和ベルばら）
月組初演を皮切りに4組で上演。
1974年・月組
8月29日 - 9月26日（新人公演：9月12日）：宝塚大劇場、11月2日 – 11月27日（新人公演：11月18日）：東京宝塚劇場
併演は宝塚では舞踊詩『秋扇抄 』、東京ではショー『ザ・スター 』。その後の公演から比較すれば、一番原作に忠実な脚本といえる。
オスカルを演じた榛名由梨が大好評で、原作ファンたちからも「オスカル様そのもの」と讃えられた。
※放送：公演当時NHKで実況中継（一部省略あり）され、後に再放送もされた他、宝塚歌劇専門CSチャンネルTAKARAZUKA SKY STAGEでも放映された。
宝塚公演のデータ
- 形式名：宝塚グランドロマン
- 3部30場

1975年・花組
7月3日 - 8月12日（新人公演：7月16日）：宝塚大劇場、11月1日 – 11月27日（新人公演：11月16日）：東京宝塚劇場
サブタイトルは「〜アンドレとオスカル〜」。この作品からすべて一本立て興行。原作で人気のあったアンドレとオスカルのカップルに的を絞った脚本。
※改訂：オスカルがアンドレの膝枕で眠る場面、アンドレの毒殺未遂、ロザリーの出生の秘密、盗賊「黒い騎士」の正体などの場面が、この作品から新しく加えられた。
※配役：当時ダブルトップだった花組においてオスカル役をめぐり、初演で演じて人気を決定付けた榛名由梨と、初演前からファンの間でオスカル役が最も似合うと評判だった安奈淳それぞれを推す意見があり、歌劇団上層部でも議論が分かれた。最終的には植田紳爾がオスカル：安奈を主張して押し切った。そのかわり、サブタイトルでは榛名の役名の方をトップにしたという、ダブルトップ（榛名の方が上級生）の扱いに配慮したエピソードが残っている。
安奈によると、当初の予定ではオスカル役が榛名でアンドレ役が安奈だった。前年の『ベルばら』で榛名が初代オスカル役を演じたことから、1975年版も引き続き同役に選ばれた。しかし、安奈は「オスカルとアンドレが並んだ時に、自分より背の高い榛名さんがアンドレを演じた方が見た目のバランスがいいのでは？」と考えた。脚本を担当した植田に配役を相談した所、「それもそやな」と言われてオスカル役を安奈、アンドレ役を榛名で演じることが決まったとのこと。
宝塚公演のデータ
- 形式名：昭和49年度芸術祭受賞記念 宝塚グランドロマン
- 3部34場

1975年・雪組
8月13日 - 9月30日（新人公演：9月20日）：宝塚大劇場、1976年3月28日 - 4月25日（新人公演：4月11日）：東京宝塚劇場
花組が大評判となった為、急遽続演が決定。トップ汀夏子がオスカルに適役ということもあり、花組版の細部を改訂した脚本となる。雪組はダブルトップではないため、当時研6（入団6年目）の麻実れいがアンドレに大抜擢された。
翌76年の東京公演時に下記星組公演との「ベルばら東西同時上演」が実現、そればかりでなく、4月からは花組による地方公演も始まっており、全4組中3組が同時に「ベルばら」を上演する、というブーム絶頂期を窺わせる公演日程であった。
宝塚公演のデータ
- 形式名：昭和49年度芸術祭受賞記念 宝塚グランドロマン
- 3部35場

1976年・星組『ベルサイユのばらIII』
3月25日 - 5月12日（新人公演：4月13日）：宝塚大劇場、7月2日 - 8月1日：東京宝塚劇場
初演月組の脚本を元に、花組・雪組の名場面も取り入れつつ、フェルゼンとマリー・アントワネットを中心に描いた改訂版。
宝塚では当初、5月11日までの予定であったが、好評のため12日まで上演された。
初風諄が月組から特別出演。
※役替わり：初日には歴代4人のオスカルが勢揃いし、華を添えた。東京公演中、7月21日、22日に役替わり公演があり、マリー・アントワネットを四季乃花恵、フェルゼンを峰さを理が演じた。宝塚公演では先述の4人が期間ごとにオスカルを演じる役替わりの新機軸も導入され、呼び物となった。
※改訂：宝塚歌劇のベルばら作品ではこの作品において唯一ヴァレンヌ事件が演じられている。（「第2部・7場　ヴァレンヌの森」）
このシーンでは国王一家が乗る馬車を曳く馬に本物の馬が使われた（本物の馬が用いられたのは宝塚での公演のみ）。また、フェルゼンが神聖ローマ皇帝ヨーゼフ2世（アントワネットの兄）に謁見を果たし、アントワネット救出を嘆願する場面などがこの公演から新しく書かれている。
第62期生（日向薫、夏美よう、飛鳥裕ら）の初舞台公演。
宝塚公演のデータ
- 形式名：宝塚グランド・ロマン
- 2部30場

1976年・月組『ベルサイユのばらIII』
8月5日 – 8月30日：東京宝塚劇場
星組の大評判のため、急遽東京宝塚劇場でのみ上演された。フェルゼンとマリー・アントワネットを中心に描き、星組の脚本をさらに改訂、東京公演のみという変則的な形ではあるが、昭和ベルばらの集大成として、昭和版最大規模の作品に仕立てられた。初風諄はこのアントワネット役を花道に退団した。
鳳蘭が星組より特別出演。20日に役替わり公演があり、マリー・アントワネットを北原千琴、フェルゼンを当時研4（入団4年目）の大地真央が演じた。
※改訂：フェルゼンの帰国の際、アンドレが「帰る前にオスカルに会ってやってください」と頼む場面などが新設された。
※録音：ここまでの公演ですべて、実況LPが発売された（初演～星組版は各2枚組。この月組東京公演は歌劇実況LPでは唯一となる3枚組商品）。
人気に応える形でこの年だけでも全4組による公演が実現（地方公演含む）しており、初演からここまでの上演で合計約140万人の観客を動員。長谷川の演出ということもありファンが急増、空前のタカラヅカブームを巻き起こした。作品の成功に対し1974年に文化庁芸術祭優秀賞、ベルばらシリーズに対して1976年に菊田一夫演劇賞特別賞が贈られた。

### 1989 - 1991年（平成ベルばら）
宝塚歌劇75周年・フランス革命200年を記念して再演。
1989年・雪組（アンドレとオスカル編）
8月10日 - 9月19日（新人公演：8月25日）：宝塚大劇場、11月3日 – 11月28日（新人公演：11月14日）：東京宝塚劇場
第1部：許されざる愛、第2部：神に召されて
形式名は「住友VISAシアター 宝塚グランドロマン」。宝塚は2部34場、東京は2部37場。
当時のトップスター杜けあきがアンドレ、2番手一路真輝がオスカルを演じた。初めてアンドレが単独の主役となった。
オスカルが「男装の麗人」という作品の特性上、主役カップルが男役2人となっているため、娘役トップ鮎ゆうきがロザリー役でアンドレとの共演場面がある他、鮎は小公女もつとめて一部物語の語り手となるなどの出番が設けられている。
※改訂：アンドレが視力の衰えをカバーしようと密かに励む場面などが新しく描かれ、彼の出番が増えた。
※役替わり：下表の通り、朝香（花組）、紫苑、麻路（以上・星組）を特別出演としてフェルゼン役に招く、役替わり公演が行なわれた。以後の再演でも役替わりは呼び物のひとつとして、度々行なわれることとなる。
- フェルゼン：麻路さき公演が実況LD・VHSとして発売。

- フェルゼン：紫苑ゆう公演はNHK放送（収録)。

|            | 宝塚            | 東京              |
| ---------- | --------------- | ----------------- |
| 朝香じゅん | 8月10日-8月17日 | 11月3日-11月9日   |
| 紫苑ゆう   | 8月18日-9月19日 | 11月10日-11月19日 |
| 麻路さき   | 8月29日-9月19日 | 11月20日-11月28日 |

1989年・星組（フェルゼンとマリー・アントワネット編）
9月22日 - 11月7日（新人公演：10月17日）：宝塚大劇場、1990年3月4日 - 4月1日（新人公演：3月13日）：東京宝塚劇場
第1部：新しき運命の渦の中に、第2部：いたましき王妃の最後
形式名は「VISAシアター 宝塚グランドロマン」。宝塚は2部36場、東京は2部40場。
この年に行われたニューヨーク公演に参加した人数が多かったため、少ない人数で行われた。
※役替わり：宝塚では星組の大輝ゆうの他に花、月、雪より特別出演した安寿ミラ、涼風真世、一路真輝がオスカル。役替わりに加わるスターたちの個性にも合わせ、ジェローデルも初めて役替わりに登場、専科からのベテラン出演者も巻き込んで、脇役も含めての総勢10人という大掛かりな役替わりも導入された。
東京公演ではニューヨーク公演メンバーが帰国しており、オスカル役は帰国メンバーの紫苑ゆうが演じ、大劇場でオスカルに扮した大輝は新人公演のみオスカルを演じた。大輝はこのオスカル役を花道に退団した。
|                   | オスカル | ジェローデル 少佐 |
| ----------------- | -------- | ----------------- |
| 9月22日-10月3日   | 涼風真世 | 北斗ひかる        |
| 10月5日-10月17日  | 一路真輝 | 北斗ひかる        |
| 10月19日-10月31日 | 大輝ゆう | 真矢みき          |
| 11月2日-11月7日   | 安寿ミラ | 真矢みき          |

|                  | マロン・グラッセ | プロヴァンス 伯爵 |
| ---------------- | ---------------- | ----------------- |
| 9月22日-10月26日 | 葉山三千子       | 泉つかさ          |
| 10月27日-11月7日 | 鞠村奈緒         | 卯月佳            |

1990年・花組（フェルゼン編）
3月29日 - 5月8日（新人公演：4月17日）宝塚大劇場、7月1日 – 7月29日（新人公演：7月10日）：東京宝塚劇場
第1部：薔薇に涙を、第2部：別れの紅薔薇
形式名は「VISAシアター 宝塚グランドロマン」。宝塚は2部38場、東京は2部39場。
当時の主演コンビ大浦みずき・ひびき美都がダンスに秀でたコンビだったため、ダンスシーンが加筆される。通称「踊るフェルゼン編」。
※改訂：メルシー伯爵がフェルゼンに、王妃のため身を退いてほしい、と懇願する場面、スウェーデンに帰国していたフェルゼンがアントワネットの危機を知り、救出を決意してスウェーデン国王グスタフ3世 に謁見する場面なども新しく描かれている。
第76期生（彩輝直、風花舞、純名里沙、月影瞳、星奈優里、樹里咲穂、寿つかさ、高翔みず希ら）の初舞台公演。
上記76期生・入団首席の純名里沙が歌劇団史上初の「初舞台生にしていきなりエトワール」という快挙を達成（エトワール：フィナーレのパレードでの初めの部分を受け持つ歌手）している。
東京の新人公演の脚本は第1幕と第2幕の1、8、9場を上演。
|                | オスカル | ヨーゼフ 二世 |
| -------------- | -------- | ------------- |
| 3月29日-4月3日 | 涼風真世 | 安寿ミラ      |
| 4月4日-4月8日  | 紫苑ゆう | 安寿ミラ      |
| 4月9日-4月24日 | 真矢みき | 安寿ミラ      |
| 4月26日-5月8日 | 安寿ミラ | 真矢みき      |

1991年・月組（オスカル編）
3月28日 - 5月7日（新人公演：4月16日）：宝塚大劇場、7月2日 – 7月31日（新人公演：7月9日）：東京宝塚劇場
第1部：愛の肖像、第2部：愛の神話
形式名は「VISAシアター 宝塚グランドロマン」。宝塚は2部40場。
涼風真世のトップお披露目公演であり、第77期生（春野寿美礼、朝海ひかる、花總まり、安蘭けい、成瀬こうきら）の初舞台公演。
※改訂：植田によると「王妃役に似つかわしいスターがいなかった」ことなどから、初めてフェルゼンとマリー・アントワネットが登場しない、大胆なカットが施された。尚、新人公演においては、涼風アントワネット、天海祐希フェルゼンが1場面サプライズ出演している。
※新曲：新曲「我が名はオスカル」が書き下ろされた。
天海はまだ研5（入団5年目）だったが、アンドレとジェローデルの2役を演じ、この公演から2番手スターとして活躍する。そのため組内のバランスをとるため、より上級生の久世星佳演じるアランの描き込みも増やされている。アランの妹ディアンヌは娘役トップに抜擢された麻乃佳世で、オスカルにパリの庶民生活を見せるなど、兄と共に重要な役どころとなった。
「20世紀最後のベルばら」という宣伝文句がついた。
7月6日に皇太子徳仁親王が台覧。
|            | 宝塚           | 東京            |
| ---------- | -------------- | --------------- |
| 杜けあき   | 3月28日-4月4日 | 7月2日-7月6日   |
| 日向薫     | 4月5日-4月9日  | 7月7日-7月12日  |
| 天海祐希   | 4月11日-5月2日 | 7月13日-7月31日 |
| 大浦みずき | 5月3日-5月7日  | -               |

|          | 宝塚                         | 東京            |
| -------- | ---------------------------- | --------------- |
| 天海祐希 | 3月28日-4月9日 5月3日-5月7日 | 7月2日-7月12日  |
| 愛川麻貴 | 4月11日-5月2日               | 7月13日-7月31日 |

### 2001年（ベルサイユのばら2001）
宙組と星組が東西同時上演。ポスターを横尾忠則が担当。
宙組（フェルゼンとマリー・アントワネット編）
4月6日 - 5月14日（新人公演：4月24日）：宝塚大劇場、6月29日 - 8月12日（新人公演：7月10日）：東京宝塚劇場
形式名は「三井住友VISAシアター 宝塚グランドロマン」。2部36場。
第87期生（龍真咲、早霧せいなら）の初舞台公演。
ある日の宝塚大劇場2回公演時、1回目公演後に大階段を繋ぐワイヤーにトラブルの為、第2回開演時間が大幅にずれ込む事態が発生したことがあり、その際、第一幕の歌が本来『御覧なさい　御覧なさい…』の部分を『ごめんなさい　ごめんなさい…』と変更するなどのファンサービスが行われた。なお、応急修理の為に業者が呼ばれ、修理される待ち時間の間、支配人が2回舞台に上がり謝罪を述べている。
宝塚における特別出演（専科）：城火呂絵、星里未子、未沙のえる、箙かおる、彩輝直
|        | 宝塚            | 東京            |
| ------ | --------------- | --------------- |
| 彩輝直 | 4月28日-5月14日 | 6月29日-7月23日 |
| 水夏希 | 4月6日-4月27日  | 7月24日-8月12日 |

|        | 宝塚            | 東京            |
| ------ | --------------- | --------------- |
| 彩輝直 | 4月6日-4月27日  | 7月24日-8月12日 |
| 水夏希 | 4月28日-5月14日 | 6月29日-7月23日 |

星組（オスカルとアンドレ編）
3月30日 - 5月6日（新人公演：4月10日）：東京宝塚劇場、8月17日 - 10月1日（新人公演：9月4日）：宝塚大劇場
形式名は「三井住友VISAシアター 宝塚グランドロマン」。2部32場。
トップコンビ稔幸と星奈優里の退団公演。
通算観客動員356万4千人を記録した。
東京公演における特別出演（専科）：高ひづる、汝鳥伶、邦なつき、一樹千尋、一原けい、香寿たつき、湖月わたる、樹里咲穂
|            | 東京            | 宝塚            |
| ---------- | --------------- | --------------- |
| 香寿たつき | 3月30日-4月13日 | 8月17日-10月1日 |
| 湖月わたる | 4月14日-4月27日 | -               |
| 樹里咲穂   | 4月28日-5月6日  | -               |

|            | 東京             | 宝塚                            |
| ---------- | ---------------- | ------------------------------- |
| 星原美沙緒 | -                | 8月17日-8月27日 9月11日-10月1日 |
| 未沙のえる | -                | 8月28日-9月10日                 |
| 汝鳥伶     | 3月30日 - 5月6日 | -                               |

### 2006年
マリー・アントワネット生誕250年を記念して再演。
星組（フェルゼンとマリー・アントワネット編）
1月1日 - 2月6日（新人公演：1月17日）：宝塚大劇場、2月17日 - 4月2日（新人公演：2月28日）：東京宝塚劇場
形式名は「マリー・アントワネット生誕250周年記念 三井住友VISAシアター 宝塚グランドロマン」。2部35場。
| 役者名             | 日程                        |
| ------------------ | --------------------------- |
| 朝海ひかる（雪組） | 1月1日（日）-1月3日（火）   |
| 貴城けい（雪組）   | 1月5日（木）-1月10日（火）  |
| 霧矢大夢（月組）   | 1月12日（木）-1月19日（木） |
| 水夏希（雪組）     | 1月20日（金）-1月26日（木） |
| 大空祐飛（月組）   | 1月27日（金）-2月6日（月）  |

|                             | アンドレ | ベルナール |
| --------------------------- | -------- | ---------- |
| 2月17日（金）-3月3日（金）  | 立樹遥   | 柚希礼音   |
| 3月4日（土）-3月14日（火）  | 柚希礼音 | 立樹遥     |
| 3月16日（木）-3月21日（火） | 立樹遥   | 柚希礼音   |
| 3月23日（木）-4月2日（日）  | 柚希礼音 | 立樹遥     |

雪組（オスカル編）
2月10日 - 3月20日（新人公演：2月28日）：宝塚大劇場、4月7日 - 5月21日（新人公演：4月18日）：東京宝塚劇場
形式名は「マリー・アントワネット生誕250周年記念 三井住友VISAシアター 宝塚グランドロマン」。2部33場。
雪組大劇場公演中の2006年3月17日に通算観客動員400万人を記録した。
貴城けい、水夏希はアンドレ役で出演以外は、貴城はジェローデル、水はアラン役で出演した。
|                    | 宝塚                                                    | 東京                       |
| ------------------ | ------------------------------------------------------- | -------------------------- |
| 湖月わたる（星組） | 2月10日（金）-2月12日（日）                             | -                          |
| 春野寿美礼（花組） | 2月20日（月）-2月23日（木）                             | -                          |
| 瀬奈じゅん（月組） | 3月6日（月）-3月12日（日）                              | -                          |
| 貴城けい（雪組）   | 2月13日（月）-2月19日（日） 3月17日（金）-3月20日（月） | 4月7日（金）-4月24日（月） |
| 水夏希（雪組）     | 2月24日（金）-3月5日（日） 3月13日（月）-3月16日（木）  | 5月6日（土）-5月21日（日） |
| 安蘭けい（星組）   | -                                                       | 4月25日（火）-5月5日（金） |

### 2013年 - 2014年
宝塚歌劇100周年を記念して再演。
2013年・月組（オスカルとアンドレ編）
1月1日 - 2月4日（新人公演：1月22日）：宝塚大劇場、2月15日 - 3月24日（新人公演：2月28日）：東京宝塚劇場
形式名は「三井住友VISAカード シアター　宝塚グランドロマン」。2幕32場。
本作の上演史上初めて、主演（オスカル役）がダブルキャストとなった公演（前公演『ロミオとジュリエット』に続く主役の役替わり公演第2弾でもあった）。トップスター龍真咲と準トップスター明日海りおがオスカル役、アンドレ役を役替わりで演じた。
大劇場公演では、花組の蘭寿とむ、雪組の壮一帆がアンドレ役で特別出演したのをはじめ、上記の主演ダブルキャストも含めて、9つの役、総勢11人の出演者を期間ごとに4パターンの配役で入れ替えて公演する、本作上演史上最大規模の役替わりを呼び物のひとつとした。
東京での3月21日（木）13時30分からの公演で、1974年初演以来の観劇者が450万人に到達。
演出面でも更なる新機軸が練られ、「地上では結ばれない身分違いの恋の、天上での成就」を描き出すラストシーン、オスカルとアンドレの馬車の場面において、クレーンを用いて馬車を本当に空中へ飛ばす新演出が導入された（従来、馬車を用いる場合は回り舞台の上に銀馬車を置き、回り舞台を回転させることで馬車の走行を演出していた）。この場面について、製作発表会にて植田（脚本・演出）は「これは大きな見せ場だと思います」と自信を示したが、その言葉通り、光り輝く馬車（馬車にも曳いている馬にもLED電飾が全面に配された）に乗った二人が、クレーンにより舞台から大きくせり出し、一階観客の頭上を大きく左右に動き、二階席の客へは今にも手が届かんばかりに迫る、という外見面でも演出面でも極めて派手な見せ場、またかなりのファンサービスともなり、観客の喝采をさらった（退場の際には、馬車を吊り上げたままクレーンが後退した後、カーテンが閉まる形で退場した）。
「龍オスカル」の全パターンとなる、明日海・蘭寿・壮演じる3人のアンドレとの各共演公演はそれぞれ全編収録DVDが発売された。「明日海オスカル」もスカイステージが全編収録し、同局で放映している 。
|               | 開演時間 （日本標準時） | オスカル   | アンドレ   | ベルナール | ミッシェル | アルマン   | ロセロワ | ヴェール | シャロン | ジェローデル |
| ------------- | ----------------------- | ---------- | ---------- | ---------- | ---------- | ---------- | -------- | -------- | -------- | ------------ |
| 1月1日（火）  | 13:00                   | 龍真咲     | 明日海りお | 美弥るりか | 響れおな   | 宇月颯     | 煌月爽矢 | 鳳月杏   | 星那由貴 | 珠城りょう   |
| 1月2日（水）  | 11:00                   | 龍真咲     | 明日海りお | 美弥るりか | 響れおな   | 宇月颯     | 煌月爽矢 | 鳳月杏   | 星那由貴 | 珠城りょう   |
| 1月2日（水）  | 15:00                   | 龍真咲     | 明日海りお | 美弥るりか | 響れおな   | 宇月颯     | 煌月爽矢 | 鳳月杏   | 星那由貴 | 珠城りょう   |
| 1月3日（木）  | 11:00                   | 龍真咲     | 明日海りお | 美弥るりか | 響れおな   | 宇月颯     | 煌月爽矢 | 鳳月杏   | 星那由貴 | 珠城りょう   |
| 1月3日（木）  | 15:00                   | 龍真咲     | 明日海りお | 美弥るりか | 響れおな   | 宇月颯     | 煌月爽矢 | 鳳月杏   | 星那由貴 | 珠城りょう   |
| 1月5日（土）  | 貸切公演                | 龍真咲     | 明日海りお | 美弥るりか | 響れおな   | 宇月颯     | 煌月爽矢 | 鳳月杏   | 星那由貴 | 珠城りょう   |
| 1月5日（土）  | 15:00                   | 龍真咲     | 明日海りお | 美弥るりか | 響れおな   | 宇月颯     | 煌月爽矢 | 鳳月杏   | 星那由貴 | 珠城りょう   |
| 1月6日（日）  | 11:00                   | 龍真咲     | 明日海りお | 美弥るりか | 響れおな   | 宇月颯     | 煌月爽矢 | 鳳月杏   | 星那由貴 | 珠城りょう   |
| 1月6日（日）  | 15:00                   | 龍真咲     | 明日海りお | 美弥るりか | 響れおな   | 宇月颯     | 煌月爽矢 | 鳳月杏   | 星那由貴 | 珠城りょう   |
| 1月7日（月）  | 13:00                   | 龍真咲     | 蘭寿とむ   | 明日海りお | 煌月爽矢   | 珠城りょう | 鳳月杏   | 響れおな | 宇月颯   | 美弥るりか   |
| 1月8日（火）  | 11:00                   | 龍真咲     | 蘭寿とむ   | 明日海りお | 煌月爽矢   | 珠城りょう | 鳳月杏   | 響れおな | 宇月颯   | 美弥るりか   |
| 1月8日（火）  | 15:00                   | 龍真咲     | 蘭寿とむ   | 明日海りお | 煌月爽矢   | 珠城りょう | 鳳月杏   | 響れおな | 宇月颯   | 美弥るりか   |
| 1月10日（木） | 11:00                   | 龍真咲     | 蘭寿とむ   | 明日海りお | 煌月爽矢   | 珠城りょう | 鳳月杏   | 響れおな | 宇月颯   | 美弥るりか   |
| 1月10日（木） | 15:00                   | 龍真咲     | 蘭寿とむ   | 明日海りお | 煌月爽矢   | 珠城りょう | 鳳月杏   | 響れおな | 宇月颯   | 美弥るりか   |
| 1月11日（金） | 13:00                   | 龍真咲     | 壮一帆     | 明日海りお | 煌月爽矢   | 珠城りょう | 鳳月杏   | 響れおな | 宇月颯   | 美弥るりか   |
| 1月12日（土） | 11:00                   | 龍真咲     | 壮一帆     | 明日海りお | 煌月爽矢   | 珠城りょう | 鳳月杏   | 響れおな | 宇月颯   | 美弥るりか   |
| 1月12日（土） | 15:00                   | 龍真咲     | 壮一帆     | 明日海りお | 煌月爽矢   | 珠城りょう | 鳳月杏   | 響れおな | 宇月颯   | 美弥るりか   |
| 1月13日（日） | 11:00                   | 龍真咲     | 壮一帆     | 明日海りお | 煌月爽矢   | 珠城りょう | 鳳月杏   | 響れおな | 宇月颯   | 美弥るりか   |
| 1月13日（日） | 15:00                   | 龍真咲     | 壮一帆     | 明日海りお | 煌月爽矢   | 珠城りょう | 鳳月杏   | 響れおな | 宇月颯   | 美弥るりか   |
| 1月14日（月） | 貸切公演                | 龍真咲     | 明日海りお | 美弥るりか | 響れおな   | 宇月颯     | 煌月爽矢 | 鳳月杏   | 星那由貴 | 珠城りょう   |
| 1月14日（月） | 15:00                   | 龍真咲     | 明日海りお | 美弥るりか | 響れおな   | 宇月颯     | 煌月爽矢 | 鳳月杏   | 星那由貴 | 珠城りょう   |
| 1月15日（火） | 13:00                   | 龍真咲     | 明日海りお | 美弥るりか | 響れおな   | 宇月颯     | 煌月爽矢 | 鳳月杏   | 星那由貴 | 珠城りょう   |
| 1月17日（木） | 11:00                   | 龍真咲     | 明日海りお | 美弥るりか | 響れおな   | 宇月颯     | 煌月爽矢 | 鳳月杏   | 星那由貴 | 珠城りょう   |
| 1月17日（木） | 15:00                   | 龍真咲     | 明日海りお | 美弥るりか | 響れおな   | 宇月颯     | 煌月爽矢 | 鳳月杏   | 星那由貴 | 珠城りょう   |
| 1月18日（金） | 13:00                   | 明日海りお | 龍真咲     | 美弥るりか | 響れおな   | 宇月颯     | 煌月爽矢 | 鳳月杏   | 星那由貴 | 珠城りょう   |
| 1月19日（土） | 11:00                   | 龍真咲     | 明日海りお | 美弥るりか | 響れおな   | 宇月颯     | 煌月爽矢 | 鳳月杏   | 星那由貴 | 珠城りょう   |
| 1月19日（土） | 15:00                   | 龍真咲     | 明日海りお | 美弥るりか | 響れおな   | 宇月颯     | 煌月爽矢 | 鳳月杏   | 星那由貴 | 珠城りょう   |
| 1月20日（日） | 11:00                   | 明日海りお | 龍真咲     | 美弥るりか | 響れおな   | 宇月颯     | 煌月爽矢 | 鳳月杏   | 星那由貴 | 珠城りょう   |
| 1月20日（日） | 15:00                   | 明日海りお | 龍真咲     | 美弥るりか | 響れおな   | 宇月颯     | 煌月爽矢 | 鳳月杏   | 星那由貴 | 珠城りょう   |
| 1月21日（月） | 13:00                   | 龍真咲     | 明日海りお | 美弥るりか | 響れおな   | 宇月颯     | 煌月爽矢 | 鳳月杏   | 星那由貴 | 珠城りょう   |
| 1月22日（火） | 13:00                   | 明日海りお | 龍真咲     | 美弥るりか | 響れおな   | 宇月颯     | 煌月爽矢 | 鳳月杏   | 星那由貴 | 珠城りょう   |
| 1月24日（木） | 11:00                   | 明日海りお | 龍真咲     | 美弥るりか | 響れおな   | 宇月颯     | 煌月爽矢 | 鳳月杏   | 星那由貴 | 珠城りょう   |
| 1月25日（金） | 15:00                   | 明日海りお | 龍真咲     | 美弥るりか | 響れおな   | 宇月颯     | 煌月爽矢 | 鳳月杏   | 星那由貴 | 珠城りょう   |
| 1月26日（土） | 11:00                   | 龍真咲     | 明日海りお | 美弥るりか | 響れおな   | 宇月颯     | 煌月爽矢 | 鳳月杏   | 星那由貴 | 珠城りょう   |
| 1月26日（土） | 15:00                   | 明日海りお | 龍真咲     | 美弥るりか | 響れおな   | 宇月颯     | 煌月爽矢 | 鳳月杏   | 星那由貴 | 珠城りょう   |
| 1月27日（日） | 11:00                   | 明日海りお | 龍真咲     | 美弥るりか | 響れおな   | 宇月颯     | 煌月爽矢 | 鳳月杏   | 星那由貴 | 珠城りょう   |
| 1月27日（日） | 15:00                   | 龍真咲     | 明日海りお | 美弥るりか | 響れおな   | 宇月颯     | 煌月爽矢 | 鳳月杏   | 星那由貴 | 珠城りょう   |
| 1月28日（月） | 13:00                   | 明日海りお | 龍真咲     | 美弥るりか | 響れおな   | 宇月颯     | 煌月爽矢 | 鳳月杏   | 星那由貴 | 珠城りょう   |
| 1月29日（火） | 11:00                   | 明日海りお | 龍真咲     | 美弥るりか | 響れおな   | 宇月颯     | 煌月爽矢 | 鳳月杏   | 星那由貴 | 珠城りょう   |
| 1月29日（火） | 15:00                   | 龍真咲     | 明日海りお | 美弥るりか | 響れおな   | 宇月颯     | 煌月爽矢 | 鳳月杏   | 星那由貴 | 珠城りょう   |
| 1月31日（木） | 11:00                   | 龍真咲     | 明日海りお | 美弥るりか | 響れおな   | 宇月颯     | 煌月爽矢 | 鳳月杏   | 星那由貴 | 珠城りょう   |
| 1月31日（木） | 15:00                   | 明日海りお | 龍真咲     | 美弥るりか | 響れおな   | 宇月颯     | 煌月爽矢 | 鳳月杏   | 星那由貴 | 珠城りょう   |
| 2月1日（金）  | 13:00                   | 明日海りお | 龍真咲     | 美弥るりか | 響れおな   | 宇月颯     | 煌月爽矢 | 鳳月杏   | 星那由貴 | 珠城りょう   |
| 2月2日（土）  | 11:00                   | 明日海りお | 龍真咲     | 美弥るりか | 響れおな   | 宇月颯     | 煌月爽矢 | 鳳月杏   | 星那由貴 | 珠城りょう   |
| 2月2日（土）  | 15:00                   | 龍真咲     | 明日海りお | 美弥るりか | 響れおな   | 宇月颯     | 煌月爽矢 | 鳳月杏   | 星那由貴 | 珠城りょう   |
| 2月3日（日）  | 貸切公演                | 龍真咲     | 明日海りお | 美弥るりか | 響れおな   | 宇月颯     | 煌月爽矢 | 鳳月杏   | 星那由貴 | 珠城りょう   |
| 2月3日（日）  | 15:00                   | 明日海りお | 龍真咲     | 美弥るりか | 響れおな   | 宇月颯     | 煌月爽矢 | 鳳月杏   | 星那由貴 | 珠城りょう   |
| 2月4日（月）  | 13:00                   | 龍真咲     | 明日海りお | 美弥るりか | 響れおな   | 宇月颯     | 煌月爽矢 | 鳳月杏   | 星那由貴 | 珠城りょう   |

|               | 開演時間 （日本標準時） | オスカル   | アンドレ   |
| ------------- | ----------------------- | ---------- | ---------- |
| 2月15日（金） | 15:30                   | 龍真咲     | 明日海りお |
| 2月16日（土） | 11:00                   | 龍真咲     | 明日海りお |
| 2月16日（土） | 15:30                   | 龍真咲     | 明日海りお |
| 2月17日（日） | 11:00                   | 龍真咲     | 明日海りお |
| 2月17日（日） | 15:30                   | 龍真咲     | 明日海りお |
| 2月19日（火） | 13:30                   | 龍真咲     | 明日海りお |
| 2月19日（火） | 18:30                   | 龍真咲     | 明日海りお |
| 2月20日（水） | 13:30                   | 龍真咲     | 明日海りお |
| 2月21日（木） | 13:30                   | 明日海りお | 龍真咲     |
| 2月21日（木） | 18:30                   | 明日海りお | 龍真咲     |
| 2月22日（金） | 13:30                   | 明日海りお | 龍真咲     |
| 2月23日（土） | 11:00                   | 龍真咲     | 明日海りお |
| 2月23日（土） | 15:30                   | 龍真咲     | 明日海りお |
| 2月24日（日） | 貸切公演                | 龍真咲     | 明日海りお |
| 2月24日（日） | 15:30                   | 明日海りお | 龍真咲     |
| 2月26日（火） | 貸切公演                | 龍真咲     | 明日海りお |
| 2月26日（火） | 18:30                   | 明日海りお | 龍真咲     |
| 2月27日（水） | 13:30                   | 龍真咲     | 明日海りお |
| 2月28日（木） | 13:30                   | 明日海りお | 龍真咲     |
| 3月1日（金）  | 13:30                   | 龍真咲     | 明日海りお |
| 3月2日（土）  | 11:00                   | 龍真咲     | 明日海りお |
| 3月2日（土）  | 15:30                   | 明日海りお | 龍真咲     |
| 3月3日（日）  | 貸切公演                | 明日海りお | 龍真咲     |
| 3月3日（日）  | 15:30                   | 龍真咲     | 明日海りお |
| 3月5日（火）  | 11:00                   | 龍真咲     | 明日海りお |
| 3月5日（火）  | 15:30                   | 明日海りお | 龍真咲     |
| 3月6日（水）  | 13:30                   | 龍真咲     | 明日海りお |
| 3月7日（木）  | 13:30                   | 明日海りお | 龍真咲     |
| 3月7日（木）  | 18:30                   | 龍真咲     | 明日海りお |
| 3月8日（金）  | 13:30                   | 龍真咲     | 明日海りお |
| 3月9日（土）  | 貸切公演                | 龍真咲     | 明日海りお |
| 3月9日（土）  | 15:30                   | 明日海りお | 龍真咲     |
| 3月10日（日） | 11:00                   | 明日海りお | 龍真咲     |
| 3月10日（日） | 15:30                   | 龍真咲     | 明日海りお |
| 3月12日（火） | 13:30                   | 明日海りお | 龍真咲     |
| 3月12日（火） | 18:30                   | 龍真咲     | 明日海りお |
| 3月13日（水） | 13:30                   | 龍真咲     | 明日海りお |
| 3月14日（木） | 貸切公演                | 明日海りお | 龍真咲     |
| 3月14日（木） | 18:30                   | 龍真咲     | 明日海りお |
| 3月15日（金） | 13:30                   | 龍真咲     | 明日海りお |
| 3月16日（土） | 11:00                   | 明日海りお | 龍真咲     |
| 3月16日（土） | 15:30                   | 龍真咲     | 明日海りお |
| 3月17日（日） | 11:00                   | 龍真咲     | 明日海りお |
| 3月17日（日） | 15:30                   | 明日海りお | 龍真咲     |
| 3月19日（火） | 13:30                   | 龍真咲     | 明日海りお |
| 3月20日（水） | 11:00                   | 龍真咲     | 明日海りお |
| 3月20日（水） | 15:30                   | 明日海りお | 龍真咲     |
| 3月21日（木） | 貸切公演                | 龍真咲     | 明日海りお |
| 3月21日（木） | 18:30                   | 明日海りお | 龍真咲     |
| 3月22日（金） | 13:30                   | 龍真咲     | 明日海りお |
| 3月23日（土） | 11:00                   | 龍真咲     | 明日海りお |
| 3月23日（土） | 貸切公演                | 明日海りお | 龍真咲     |
| 3月24日（日） | 11:00                   | 明日海りお | 龍真咲     |
| 3月24日（日） | 15:30                   | 龍真咲     | 明日海りお |

2013年・雪組（フェルゼン編）
4月19日 - 5月27日（新人公演：5月7日）: 宝塚大劇場、6月14日 - 7月21日（新人公演：6月27日）：東京宝塚劇場
形式名は「三井住友VISAカード シアター　宝塚グランドロマン」。2幕34場。
壮一帆と愛加あゆのトップコンビお披露目公演であり、第99期生の初舞台公演。
大劇場公演では、月組の龍真咲、星組の柚希礼音がアンドレ役で、宙組の凰稀かなめがオスカル役で特別出演した。
“積極的に行動するフェルゼン像”を描くため、再び台本、演出を改訂、オーストリア女王マリア・テレジア（アントワネットの母親）、マロングラッセ婆や（アンドレの祖母、オスカルの乳母）など登場しなくなった脇役も多い。物語終盤、スウェーデンに帰国していたフェルゼンがアントワネットの危機を知り、救出への決意を胸に、スウェーデン国王グスタフ3世に謁見するシーンはカットされ、代わりにスウェーデン・デンマーク国境において、フェルゼン・ジェローデルの二人組が国境警備隊と大立ち回りを演ずる、迫力あるシーンに差し替わった。
この公演では、先述の特別出演を含めて3パターンの役替りがあっただけでなく、役替りに応じ、それぞれ異なる公演内容が準備された。プロローグで凰稀・柚希・龍の各特別出演の時のみ、「愛あればこそ」を歌う場面が追加されており、凰稀オスカルと柚希アンドレ出演時は二重唱、龍アンドレ出演時は龍のソロとなる。2幕では、特別出演時のみ、アンドレの「白ばらのひと」ソロと、アンドレの毒殺未遂の場面が挿入され、特にアンドレの見せ場が増やされている。一方2幕の通常公演時のみ、フェルゼンの「愛に帰れ」ソロと、先述のフェルゼンたちの国境警備隊との立ち回り場面を設定して、こちらはフェルゼンに焦点を当てた仕上がりとなった。フィナーレでも特別出演時のみ1場面増えており、かなり細やかな描き分けが全体になされている。
3パターンすべてを全編収録した実況DVDがそれぞれ発売された。
|                 | オスカル   | アンドレ | ランベスク公爵 | ベルナール | アラン   | ロセロワ | フランソワ |
| --------------- | ---------- | -------- | -------------- | ---------- | -------- | -------- | ---------- |
| 4月23日-4月30日 | 凰稀かなめ | 柚希礼音 | 未涼亜希       | 早霧せいな | 彩凪翔   | 彩風咲奈 | 帆風成海   |
| 5月24日-5月26日 | 早霧せいな | 龍真咲   | 未涼亜希       | 彩凪翔     | 彩風咲奈 | 帆風成海 | 久城あす   |
| 上記以外の日程  | 早霧せいな | 未涼亜希 | 鳳翔大         | 彩凪翔     | 彩風咲奈 | 帆風成海 | 久城あす   |

2014年・宙組（オスカル編）
5月2日 - 6月2日（新人公演：5月20日）：宝塚大劇場、6月20日 - 7月27日（新人公演：7月3日）：東京宝塚劇場
形式名は「三井住友VISAカード シアター　宝塚グランドロマン」。2幕41場。
6月27日の東京宝塚劇場公演中に観客動員500万人を突破。

### 2024年
宝塚歌劇110周年を記念して再演。
2024年・雪組（フェルゼン編）
7月6日 - 8月11日（新人公演：8月1日）：宝塚大劇場、8月31日 - 10月13日（新人公演：9月12日）：東京宝塚劇場
形式名は「宝塚グランドロマン」。
トップスター彩風咲奈の退団公演。彩風は2013年の雪組新人公演でも主演を務めている。

### その他の劇場での公演
1976年・花組（アンドレとオスカル） 地方公演
4月15日 -4月26日　仙台、山形、酒田、秋田、清水、浜松、四日市、伊勢
4月30日 - 5月7日　福岡市民会館
5月8日 - 5月23日　広島、福山、岡山、倉敷、福井、高岡、金沢、糸魚川、新潟、長岡
6月10日 – 6月27日　前橋、水戸、平、盛岡、八戸、太田、浦和、藤沢、徳島、丸亀、高松、松山
6月30日 - 7月11日　名古屋・中日劇場
足掛け3ヶ月に及ぶ長期地方公演（当時は全国ツアーの事をこう呼んでいた）。それほど人気があったともいえる。しかし、糸魚川の公演では地元の行事と日程が重なったため、観客が4人しかいなかった。
1977年・花組『ファンタジー・ベルサイユのばら』　地方公演
10月8日 – 10月31日　釧路、帯広、札幌、小樽、苫小牧、室蘭、花巻、仙台、千葉、川越、那覇
併演は『うつしよ桜』。
アンドレとオスカル編を短くして、1時間半の作品にしたもの。
1978年・雪組『宝塚ファンタジー・ベルサイユのばら』　地方公演
9月1日 – 9月24日　刈谷、一宮、和歌山、広島、福山、下関、小倉、防府、佐賀、佐世保、長崎、熊本、大分、久留米、武雄
アンドレとオスカル編に、東京月組の脚本等を取り込んで改訂した作品。
1979年・花組（アンドレとオスカル）　地方公演
9月7日 - 10月1日　一宮、春日井、伊勢、各務原、豊橋、磐田、静岡、横浜、東松山、習志野、八王子、柏、福島、仙台、盛岡、札幌、帯広、芦別、旭川
脚本は1978年の雪組全ツの時のもの。松あきらがオスカルを演じ、フェルゼン、アンドレと男役の主要3役すべてを演じたことで「ベルばら三冠王」と呼ばれた。
1980年・雪組（アンドレとオスカル）　地方公演
5月1日 - 5月5日　福岡市民会館
5月10日 - 5月25日　倉敷、奈良、広島、宇部、菊池、甘木、島原、本渡、八代、宮崎、都城、鹿児島
脚本は1978年雪組全ツの改訂版。汀夏子の最後の地方公演となったため、全日程をついてまわった熱狂的なファンもいた。
1991年・雪組（オスカル・アンドレ編） 地方公演
4月13日 - 4月29日
公演場所
- 4月13日　瀬戸
- 4月14日　一宮
- 4月16日　川口
- 4月17日　相模大野
- 4月19日　前橋
- 4月20日　市川
- 4月21日　多摩
- 4月23日　静岡
- 4月24日　浜北
- 4月25日　豊川
- 4月26日　大津
- 4月28日　呉
- 4月29日　広島

5月1日 - 5日　福岡市民会館 
形式名は「宝塚ロマン」。
杜けあきがオスカル役、鮎ゆうきがマリー・アントワネット役と本公演とは配役と脚本を変更して上演された。
1991年・花組（フェルゼン編）　地方公演
9月8日 - 9月30日
公演場所
- 9月8日　高松
- 9月10日　守山
- 9月11日　半田
- 9月12日　江南
- 9月13日　松阪
- 9月15日　町田
- 9月16日　川口
- 9月17日　調布
- 9月18日　相模大野
- 9月20日　多賀城、
- 9月21、22日　仙台
- 9月24日　函館
- 9月26日　帯広
- 9月28、29日　札幌
- 9月30日　旭川

形式名は「宝塚ロマン」。
大浦みずきとひびき美都の退団がすでに発表されており、最後の全国ツアーとなった。
2005年・星組（フェルゼンとマリー・アントワネット編）
9月24日 - 10月21日　全国ツアー
11月11日（金） - 11月13日（日）　慶熙（きょんひ）大学「平和の殿堂」（大韓民国ソウル特別市東大門区回基洞1番地）
日韓国交正常化40周年記念「日韓友情年2005 宝塚歌劇韓国公演」
併演はショー『ソウル・オブ・シバ!!』。
全国ツアーの公演場所
- 9月24日・25日　梅田芸術劇場
- 9月27日　長野県松本文化会館
- 9月28日　長野県県民文化会館
- 9月30日　さいたま市文化センター
- 10月1日・2日　市川市文化会館（千葉県）
- 10月4日　伊勢崎市文化会館（群馬県）
- 10月6日　宇都宮市文化会館（栃木県）
- 10月8・9日　新潟県民会館
- 10月10日　上越文化会館（新潟県）
- 10月12日　北上・さくらホール（岩手県）
- 10月13日　湯沢文化会館（秋田県）
- 10月15・16日　秋田市文化会館
- 10月18日　ふるさと交流圏民センター（オルテンシア）（青森県五所川原市）
- 10月20・21日　北海道厚生年金会館

2006年・雪組（オスカル編）
7月1日 - 28日　全国ツアー
当時2番手男役の水夏希が主演を務めた。
全国ツアーの公演場所
- 7月1日・2日 梅田芸術劇場・メインホール
- 7月4日 山梨県立県民文化ホール
- 7月5日 アミューたちかわ（立川市民会館）
- 7月7日 さいたま市文化センター
- 7月8日・9日 神奈川県民ホール
- 7月11日 グリーンホール相模大野（神奈川県）
- 7月13日 富士市文化会館（静岡県）
- 7月15日 日進市民会館（愛知県）
- 7月16日 一宮市民会館（愛知県）
- 7月17日 守山市民ホール（滋賀県）
- 7月19日 呉市文化ホール（広島県）
- 7月21日 九州厚生年金会館（北九州市）
- 7月22日・23日 福岡市民会館
- 7月25日 iichiko総合文化センター グランシアタ（大分県）
- 7月27日・28日 鹿児島県文化センター

2014年・雪組（オスカルとアンドレ編）
3月7日 - 26日　全国ツアー
形式名は「宝塚グランドロマン」。2幕30場。
2013年の「フェルゼン編」でオスカル役を演じた2番手男役の早霧せいなが主演を務めた。
| 公演日        | 公演場所                                                        |
| 3月7日（金）  | 梅田芸術劇場・メインホール （大阪府）                           |
| 3月8日（土）  | 梅田芸術劇場・メインホール （大阪府）                           |
| 3月9日（日）  | 梅田芸術劇場・メインホール （大阪府）                           |
| 3月12日（水） | まつもと市民・芸術館（長野県）                                  |
| 3月13日（木） | コラニー文化ホール(山梨県立県民文化ホール)                      |
| 3月15日（土） | 日本特殊陶業市民会館フォレストホール(名古屋市民会館) （愛知県） |
| 3月16日（日） | 日本特殊陶業市民会館フォレストホール(名古屋市民会館) （愛知県） |
| 3月18日（火） | 伊勢市観光文化会館（三重県）                                    |
| 3月19日（水） | 三重県文化会館（三重県）                                        |
| 3月21日（金） | 北九州ソレイユホール(旧・九州厚生年金会館) （福岡県）           |
| 3月22日（土） | 福岡市民会館（福岡県）                                          |
| 3月23日（日） | 福岡市民会館（福岡県）                                          |
| 3月25日（火） | アルカスSASEBO（長崎県）                                        |
| 3月26日（水） | 長崎ブリックホール（長崎県）                                    |
| ------------- | --------------------------------------------------------------- |

2014年・花組（フェルゼンとマリー・アントワネット編）
6月12日 - 6月29日　中日劇場 
形式名は「宝塚グランドロマン」。2幕31場。
明日海りおのトップお披露目公演。
2014年・宙組（フェルゼンとマリー・アントワネット編）
8月29日 - 9月21日　全国ツアー
形式名は「宝塚グランドロマン」。2幕33場。
2番手男役の朝夏まなとが主演を務めた。
| 公演日        | 公演場所                                                        |
| 8月29日（金） | 梅田芸術劇場・メインホール （大阪府）                           |
| 8月30日（土） | 梅田芸術劇場・メインホール （大阪府）                           |
| 8月31日（日） | 梅田芸術劇場・メインホール （大阪府）                           |
| 9月3日（水）  | オーバード・ホール（富山県）                                    |
| 9月5日（金）  | 府中の森芸術劇場（東京都）                                      |
| 9月6日（土）  | 相模女子大学グリーンホール(グリーンホール相模大野) （神奈川県） |
| 9月7日（日）  | 市川市文化会館（千葉県）                                        |
| 9月9日（火）  | 酒田市民会館「希望ホール」 （山形県）                           |
| 9月11日（木） | 秋田市文化会館（秋田県）                                        |
| 9月13日（土） | イズミティ21（宮城県）                                          |
| 9月14日（日） | イズミティ21（宮城県）                                          |
| 9月15日（月） | イズミティ21（宮城県）                                          |
| 9月17日（水） | リンクステーションホール青森(青森市文化会館) （青森県）         |
| 9月18日（木） | 大館市民文化会館（秋田県）                                      |
| 9月20日（土） | ニトリ文化ホール(旧・北海道厚生年金会館) （北海道）             |
| 9月21日（日） | ニトリ文化ホール(旧・北海道厚生年金会館) （北海道）             |
| ------------- | --------------------------------------------------------------- |

2015年・花組（フェルゼンとマリー・アントワネット編）
7月10日 - 7月16日　梅田芸術劇場メインホール
8月8日(土) - 8月16日(日)　国立中正文化中心・台北国家戯劇院
宝塚歌劇団台湾公演の第二弾。
併演はレヴューロマン『宝塚幻想曲』。

## 出演者一覧
※氏名の後ろの「（）」の文字はその年当時の所属組

### 2006年・星組　宝塚・東京
※月組・雪組出演者以外は宝塚・東京共通。月組・雪組は宝塚のみ。花風みらいは、宝塚では1月19日より全日程、東京では全日程休演。
- 英真なおき
- 万里柚美
- にしき愛
- しのぶ紫
- 湖月わたる
- 朝峰ひかり
- 安蘭けい
- 高央りお
- 紫蘭ますみ
- 美稀千種

- 立樹遥
- 百花沙里
- 彩愛ひかる
- 涼紫央
- 毬乃ゆい
- 涼乃かつき
- 星風エレナ
- 青空弥ひろ
- 琴まりえ
- 祐穂さとる

- 白羽ゆり
- 大真みらん
- 美城れん
- 涼麻とも
- 綺華れい
- 柚希礼音
- 南海まり
- 天霧真世
- 梅園紗千
- 真白ふあり

- 銀河亜未
- 湖咲ひより
- 陽月華
- 彩海早矢
- 花愛瑞穂
- 華美ゆうか
- 天緒圭花
- 初瀬有花
- 一輝慎
- 音花ゆり

- 鶴美舞夕
- 夢乃聖夏
- 南帆サリ
- 純花まりい
- 麻尋しゅん
- 七風宇海
- 水輝涼
- 花ののみ
- 妃咲せあら
- 華苑みゆう

- 八汐ゆう美
- 紅ゆずる
- 成花まりん
- 壱城あずさ
- 美弥るりか
- 碧海りま
- 羽鷺つばさ
- 羽桜しずく
- 遥奈瞳
- 舞椰莉々

- 如月蓮
- 白妙なつ
- 蒼乃夕妃
- 南風里名
- 朝都まお
- 直樹じゅん
- 海隼人
- 汐月しゅう
- 天寿光希
- 優香りこ

- 大輝真琴
- 稀鳥まりや
- 音波みのり
- 愛水せれ奈
- 千寿はる
- 琴城まなか
- 真吹みのり
- 真月咲

- 汝鳥伶（専科）
- 邦なつき（専科）
- 未沙のえる（専科）
- 出雲綾（専科）

- 大空祐飛（月組、宝塚のみ、1月27日（金）-2月6日（月））
- 霧矢大夢（月組、宝塚のみ、1月12日（木）-1月19日（木））
- 朝海ひかる（雪組、宝塚のみ、1月1日（日）-1月3日（火））
- 貴城けい（雪組、宝塚のみ、1月5日（木）-1月10日（火））
- 水夏希（雪組、宝塚のみ、1月20日（金）-1月26日（木））

### 2006年・雪組　宝塚・東京
※花組・月組・星組出演者以外は宝塚・東京共通。
- 飛鳥裕
- 灯奈美
- 美穂圭子
- 有沙美帆
- 朝海ひかる
- 悠なお輝
- 貴城けい
- 未来優希
- 水夏希
- 愛耀子

- 舞風りら
- 麻愛めぐる
- ゆり香紫保
- 壮一帆
- 水純花音
- 天勢いづる
- 音月桂
- 麻樹ゆめみ
- 沢音和希
- 夏央小槇

- 山科愛
- 舞咲りん
- 奏乃はると
- 森咲かぐや
- 花帆杏奈
- 柊巴
- 神麗華
- 宙輝れいか
- 涼花リサ
- 谷みずせ

- 穂月はるな
- 凰稀かなめ
- 真波そら
- 緒月遠麻
- 麻倉ももこ
- 華岡らら
- 晴華みどり
- 沙央くらま
- 白帆凜
- 鞠輝とわ

- 花緒このみ
- 衣咲真音
- 彩みづ希
- 岬麗
- 早花まこ
- 夢華あやり
- 大凪真生
- 葵吹雪
- 千はふり
- 紫友みれい

- 紫いつみ
- 大湖せしる
- 真麻ひとみ
- 祐輝千寿
- 彩夏涼
- 純矢ちとせ
- 花夏ゆりん
- 沙月愛奈
- 大月さゆ
- 愛輝ゆま

- 桜寿ひらり
- 蓮城まこと
- 涼瀬みうと
- 香音有希
- 愛原実花
- 香綾しずる
- 悠月れな
- 梓晴輝
- 千風カレン
- 朝風れい

- 寿々音綾
- 凰華れの
- 美乃ほのか
- 聖河椋
- 愛加あゆ
- 此花いの莉
- 冴輝ちはや
- 透真かずき
- 希世みらの
- 雛月乙葉

- 詩風翠
- 央雅光希
- 白渚すず

- 矢代鴻（専科）
- 星原美沙緒（専科）
- 一樹千尋（専科）

- 春野寿美礼（花組、宝塚のみ、2月20日（月）-2月23日（木））
- 瀬奈じゅん（月組、宝塚のみ、3月6日（月）-3月12日（日））
- 湖月わたる（星組、宝塚のみ、2月10日（金）-2月12日（日））
- 安蘭けい（星組、東京のみ、4月25日（火）-5月5日（金））

### 2006年・雪組　全国ツアー
- 飛鳥裕[63]
- 美穂圭子[63]
- 悠なお輝[63]
- 水夏希[63]
- 愛耀子[63]
- 舞風りら[63]
- ゆり香紫保[63]
- 壮一帆[63]
- 山科愛[63]
- 奏乃はると[63]

- 柊巴[63]
- 涼花リサ[63]
- 谷みずせ[63]
- 穂月はるな[63]
- 緒月遠麻[63]
- 晴華みどり[63]
- 沙央くらま[63]
- 鞠輝とわ[63]
- 彩みづ希[63]
- 岬麗[63]

- 早花まこ[63]
- 千はふり[63]
- 紫友みれい[63]
- 花夏ゆりん[63]
- 蓮城まこと[63]
- 香音有希[63]
- 桜寿ひらり[63]
- 涼瀬みうと[63]
- 千風カレン[63]
- 美乃ほのか[63]

- 雛月乙葉[63]
- 希世みらの[63]
- 矢代鴻（専科）[63]
- 星原美沙緒（専科）[63]
- 一樹千尋（専科）[63]

### 2013年・月組　宝塚・東京
※花組・雪組出演者以外は宝塚・東京共通。
- 越乃リュウ
- 花瀬みずか
- 星条海斗
- 憧花ゆりの
- 妃鳳こころ
- 龍真咲
- 萌花ゆりあ
- 綾月せり
- 光月るう
- 夏月都

- 華央あみり
- 明日海りお
- 美弥るりか
- 美翔かずき
- 響れおな
- 宇月颯
- 琴音和葉
- 玲実くれあ
- 瑞羽奏都
- 紫門ゆりや

- 白雪さち花
- 貴千碧
- 有瀬そう
- 咲希あかね
- 千海華蘭
- 煌月爽矢
- 鳳月杏
- 貴澄隼人
- 真愛涼歌
- 風凛水花

- 花陽みら
- 輝城みつる
- 星輝つばさ
- 紗那ゆずは
- 星那由貴
- 都月みあ
- 翔我つばき
- 愛風ゆめ
- 隼海惺
- 天翔りいら

- 珠城りょう
- 香咲蘭
- 煌海ルイセ
- 美泉儷
- 夢羽美友
- 紫乃加りあ
- 晴音アキ
- 愛希れいか
- 輝月ゆうま
- 朝美絢

- 楓ゆき
- 早桃さつき
- 美里夢乃
- 優ひかる
- 春海ゆう
- 夢奈瑠音
- 咲妃みゆ
- 叶羽時
- 茜小夏
- 桜奈あい

- 蒼矢朋季
- 颯希有翔
- 蓮つかさ
- 海乃美月
- ひめ乃礼絵
- 蒼瀬侑季
- 朝霧真
- 佳城葵
- 姫咲美礼

- 汝鳥伶（専科）

- 蘭寿とむ（花組、宝塚のみ、1月7日-1月10日）[66]
- 壮一帆（雪組、宝塚のみ、1月11日-1月13日）[66]

### 2013年・雪組　宝塚・東京
※月組・星組・宙組出演者以外は宝塚・東京共通。
- 梨花ますみ
- 壮一帆
- 麻樹ゆめみ
- 未涼亜希
- 舞咲りん
- 奏乃はると
- 早霧せいな
- 夢乃聖夏
- 早花まこ
- 鳳翔大

- 大湖せしる
- 沙月愛奈
- 蓮城まこと
- 香音有希
- 香綾しずる
- 朝風れい
- 千風カレン
- 愛加あゆ
- 此花いの莉
- 透真かずき

- 雛月乙葉
- 白渚すず
- 央雅光希
- 透水さらさ
- 彩凪翔
- 大澄れい
- 桃花ひな
- 真那春人
- 笙乃茅桜
- 彩風咲奈

- 帆風成海
- 舞園るり
- 亜聖樹
- 久城あす
- 煌羽レオ
- 天舞音さら
- 杏野このみ
- 悠斗イリヤ
- 寿春花果
- 大樹りょう

- 芽華らら
- 愛すみれ
- 月城かなと
- 花瑛ちほ
- 星乃あんり
- 天月翼
- 桜路薫
- 白峰ゆり
- 妃桜ほのり
- 和城るな

- 夢華あみ
- 橘幸
- 妃華ゆきの
- 真地佑果
- 蒼井美樹
- 華蓮エミリ
- 凰いぶき
- 彩月つくし
- 永久輝せあ
- 沙羅アンナ

- 叶ゆうり
- 水月牧
- 水沙瑠流
- 真條まから
- 星南のぞみ
- 有沙瞳
- 鳳華はるな
- 夢乃花舞
- 彩波けいと
- 叶海世奈

- 瀬南海はや

- 汝鳥伶（専科）
- 磯野千尋（専科）
- 箙かおる（専科）

- 龍真咲（月組、宝塚のみ、5月24日-5月26日）[47]
- 柚希礼音（星組、宝塚のみ、4月23日-4月30日）[47]
- 凰稀かなめ（星組、宝塚のみ、4月23日-4月30日）[47]

#### 99期生A班（東京のみ）
- 美園さくら
- 澄風なぎ
- 彩みちる
- 舞雛かのん
- 若翔りつ
- 陽向春輝
- 凛乃しづか
- 天乃きよら
- 隼玲央
- 万名月洸

### 2014年・雪組　全国ツアー
- 梨花ますみ[69]
- 麻樹ゆめみ[69]
- 舞咲りん[69]
- 奏乃はると[69]
- 早霧せいな[69]
- 夢乃聖夏[69]
- 早花まこ[69]
- 鳳翔大[69]
- 沙月愛奈[69]
- 蓮城まこと[69]

- 千風カレン[69]
- 此花いの莉[69]
- 雛月乙葉[69]
- 白渚すず[69]
- 彩凪翔[69]
- 真那春人[69]
- 笙乃茅桜[69]
- 彩風咲奈[69]
- 煌羽レオ[69]
- 悠斗イリヤ[69]

- 寿春花果[69]
- 星乃あんり[69]
- 桜路薫[69]
- 天月翼[69]
- 花瑛ちほ[69]
- 白峰ゆり[69]
- 和城るな[69]
- 咲妃みゆ[69]
- 橘幸[69]
- 彩月つくし[69]

- 水沙瑠流[69]
- 鳳華はるな[69]
- 陽向春輝[69]
- 諏訪さき[69]
- 夏美よう（専科）[69]

### 2014年・花組　中日劇場
- 高翔みず希
- 華形ひかる
- 紫峰七海
- 夕霧らい
- 望海風斗
- 明日海りお
- 芽吹幸奈
- 梅咲衣舞
- 冴月瑠那
- 鳳真由

- 白姫あかり
- 蘭乃はな
- 神房佳希
- 芹香斗亜
- 真輝いづみ
- 大河凜
- 桜帆ゆかり
- 桜咲彩花
- 美花梨乃
- 花奈澪

- 仙名彩世
- 羽立光来
- 新菜かほ
- 夢花らん
- 紗愛せいら
- 真鳳つぐみ
- 花乃まりあ
- 桜舞しおん
- 矢吹世奈
- 綺城ひか理

- 碧宮るか
- 峰果とわ
- 飛龍つかさ
- 真彩希帆
- 茉玲さや那
- 澄月菜音
- 若草萌香
- 帆純まひろ
- 高峰潤
- 英真なおき（専科）

### 2014年・宙組　宝塚・東京
- 寿つかさ
- 鈴奈沙也
- 美風舞良
- 大海亜呼
- 凰稀かなめ
- 緒月遠麻
- 朝夏まなと
- 蓮水ゆうや
- 純矢ちとせ
- 愛花ちさき

- 七海ひろき
- 花音舞
- 風羽玲亜
- 天風いぶき
- 花里まな
- 天玲美音
- 澄輝さやと
- 綾瀬あきな
- すみれ乃麗
- 凛城きら

- 松風輝
- 愛月ひかる
- 星吹彩翔
- 瀬音リサ
- 愛白もあ
- 蒼羽りく
- 結乃かなり
- 夢涼りあん
- 風馬翔
- 美月悠

- 花咲あいり
- 桜音れい
- 星月梨旺
- 愛咲まりあ
- 春瀬央季
- 実咲凜音
- 桜木みなと
- 実羚淳
- 彩花まり
- 涼華まや

- 朝央れん
- 伶美うらら
- 真みや涼子
- 七生眞希
- 留美絢
- 和希そら
- 瀬戸花まり
- 秋音光
- 里咲しぐれ
- 美桜エリナ

- 留依蒔世
- 秋奈るい
- 花菱りず
- 朝日奈蒼
- 水香依千
- 遥羽らら
- 瑠風輝
- 小春乃さよ
- 穂稀せり
- 潤奈すばる

- 華雪りら
- 風輝駿
- 尚央海りせ
- 華妃まいあ
- 希峰かなた
- 澄風なぎ
- 若翔りつ
- 瑞希めい
- 桜良花嵐
- 咲翔みなき

- 天瀬はつひ

- 汝鳥伶（専科）
- 一原けい（専科）

### 2014年・宙組　全国ツアー
- 寿つかさ
- 大海亜呼
- 朝夏まなと
- 七海ひろき
- 風羽玲亜
- 澄輝さやと
- 綾瀬あきな
- 星吹彩翔
- 瀬音リサ
- 蒼羽りく

- 結乃かなり
- 風馬翔
- 花咲あいり
- 桜音れい
- 愛咲まりあ
- 実咲凜音
- 実羚淳
- 涼華まや
- 真みや涼子
- 和希そら

- 瀬戸花まり
- 里咲しぐれ
- 秋奈るい
- 朝日奈蒼
- 瑠風輝
- 小春乃さよ
- 穂稀せり
- 風輝駿
- 華妃まいあ
- 澄風なぎ

- 若翔りつ
- 咲翔みなき
- 天瀬はつひ
- 英真なおき（専科）

### 2024年・雪組　宝塚・東京
- 奏乃はると
- 透真かずき
- 真那春人
- 彩風咲奈
- 久城あす
- 杏野このみ
- 朝美絢
- 愛すみれ
- 桜路薫
- 天月翼

- 妃華ゆきの
- 叶ゆうり
- 諏訪さき
- 野々花ひまり
- 希良々うみ
- 眞ノ宮るい
- 縣千
- 麻斗海伶
- 有栖妃華
- 咲城けい

- 稀羽りんと
- 聖海由侑
- 壮海はるま
- 夢白あや
- 愛羽あやね
- 莉奈くるみ
- 紗蘭令愛
- 蒼波黎也
- 愛陽みち
- 絢斗しおん

- 麻花すわん
- 風雅奏
- 和奏樹
- 音彩唯
- 紀城ゆりや
- 琴峰紗あら
- 愛空みなみ
- 海咲圭
- 希翠那音
- 美影くらら

- 月瀬陽
- 華世京
- 華純沙那
- 夢翔みわ
- 霧乃あさと
- 藤影ゆら
- 夢陽まり
- 彩名美希
- 白綺華
- 絢月晴斗

- 風立にき
- 瑞季せれな
- 妃奈環
- 瞳月りく
- 乙瀬千晴
- 苑利香輝
- 星沢ありさ
- 清羽美伶
- 水月胡蝶
- 紗香にいな

- 榊歩
- 琴華ひまわり
- 千乃新
- 音綺みあ
- 律希奏
- 祈菜さあや
- 結翔恋
- 桜菜みのり
- 星姫あやか

- 汝鳥伶（専科）
- 夏美よう（専科）
- 万里柚美（専科）
- 悠真倫（専科）

#### 110期生B班
- 一斗勇輝
- 薫乃咲月
- 華愛りりい
- 也乃英心
- 海月優
- 新琉
- 志槻りゅう
- 杏麗奈
- 宙翔かなた
- 史真えみり

## 配役一覧
青背景が主演男役、ピンク背景が主演娘役を示す。1970年代にはスターシステムが確立していないため、ダブルトップスター制がある。不明点は空白とする。

### 本公演
|                            | 1974年月組 | 1975年花組        | 1975年雪組        | 1976年星組                      | 1976年月組 |
| 劇場                       | 宝・東     | 宝・東            | 宝・東            | 宝・東                          | 東京のみ   |
| -------------------------- | ---------- | ----------------- | ----------------- | ------------------------------- | ---------- |
| オスカル                   | 榛名由梨   | 安奈淳            | 汀夏子            | 榛名由梨 安奈淳 汀夏子 順みつき | 榛名由梨   |
| アンドレ                   | 麻生薫     | 榛名由梨          | 麻実れい          | 但馬久美                        | 瀬戸内美八 |
| アントワネット             | 初風諄     | 上原まり          | 高宮沙千          | 初風諄                          | 初風諄     |
| フェルゼン                 | 大滝子     | 松あきら          | みさとけい        | 鳳蘭                            | 鳳蘭       |
| ジェローデル               | 叶八千矛   | 新城まゆみ        | 常花代            | 三代まさる                      | 有明淳     |
| アラン                     | みさとけい | 汐見里佳          | 千城恵            | 牧原なおき                      | 江夏淳     |
| ベルナール                 | 藤城潤     | 麻月鞠緒 立ともみ | 上條あきら        | 浦路夏子                        | 藤城潤     |
| ロザリー                   | 小松美保   | 有花みゆ紀        | 麗美花 邦月美岐   | 衣通月子                        | 北原千琴   |
| ディアンヌ                 | 麗美花     | -                 | -                 | -                               | -          |
| ジャンヌ                   | -          | 千草美景          | 城月美穂          | 四季乃花恵 奈緒ひろき           | 小松美保   |
| マリア・テレジア           | 瑠璃豊美   | -                 | -                 | -                               | -          |
| ヨーゼフ2世                | -          | -                 | -                 | 安里梢                          | 小柳日鶴   |
| メルシー伯爵               | 美山しぐれ | -                 | -                 | 大路三千緒 美吉左久子           | 大路三千緒 |
| ソフィア                   | 千草美景   | -                 | -                 | 奈緒ひろき 月城千晴             | 舞小雪     |
| ジャルジェ将軍             | 沖ゆき子   | 沖ゆき子          | 沖ゆき子 丘千明   | -                               | -          |
| ジャルジェ夫人             | -          | 瑠璃豊美          | 瑠璃豊美 城火呂絵 | -                               | -          |
| オルタンス                 | -          | 八汐みちる        | 邦月美岐 麗美花   | -                               | -          |
| マロン・グラッセ           | -          | 藤園さとみ        | 葉山三千子        | 県英巳                          | 八雲あけみ |
| ルイ16世                   | 岬ありさ   | -                 | -                 | 椿友里                          | 椿友里     |
| プロバンス伯爵             | -          | -                 | -                 | 洋ゆり                          | 条はるき   |
| ポリニャック夫人           | 御幸沙智子 | 神代錦            | 三鷹恵子          | -                               | -          |
| シャルロット               | 英里絵     | 三井魔乎          | 瑞穂まり 茜真弓   | -                               | -          |
| ブイエ将軍                 | -          | 歌川波瑠美        | 曾我桂子          | 碧美沙                          | 星原美沙緒 |
| アントワネット（少女時代） | 北原千琴   | -                 | -                 | -                               | -          |
| 王太子                     | 花尾まき   | -                 | -                 | 桐生のぼる                      | 大地真央   |
| 王女                       | 純川暁美   | -                 | -                 | 紫城いずみ                      | 潮はるか   |
| 小公子                     | 常花代     | 寿ひづる          | 山城はるか        | 峰さを理                        | 大地真央   |
| 小公女                     | 北原千琴   | -                 | -                 | -                               | -          |
| 脚本・演出（スタッフ）     | 植田紳爾   | 植田紳爾          | 植田紳爾          | 植田紳爾                        | 植田紳爾   |

|                            | 1989年雪組                   | 1989年星組                                   | 1990年花組                          | 1991年月組                          |
| 劇場                       | 宝・東                       | 宝・東                                       | 宝・東                              | 宝・東                              |
| -------------------------- | ---------------------------- | -------------------------------------------- | ----------------------------------- | ----------------------------------- |
| オスカル                   | 一路真輝                     | 涼風真世 一路真輝 大輝ゆう 安寿ミラ 紫苑ゆう | 涼風真世 紫苑ゆう 真矢みき 安寿ミラ | 涼風真世                            |
| アンドレ                   | 杜けあき                     | 麻路さき                                     | 朝香じゅん                          | 杜けあき 日向薫 天海祐希 大浦みずき |
| アントワネット             | 仁科有理                     | 毬藻えり                                     | ひびき美都                          | -                                   |
| フェルゼン                 | 朝香じゅん 紫苑ゆう 麻路さき | 日向薫                                       | 大浦みずき                          | -                                   |
| ジェローデル               | 海峡ひろき                   | 北斗ひかる 真矢みき 千珠晄                   | 三矢直生                            | 天海祐希 愛川麻希                   |
| アラン                     | 轟悠                         | 卯月佳                                       | 友麻夏希                            | 久世星佳                            |
| ベルナール                 | 古代みず希                   | 一樹千尋                                     | 舵一星                              | 若央りさ                            |
| ロザリー                   | 鮎ゆうき                     | 綾瀬るり 洲悠花                              | 峰丘奈知                            | 朝凪鈴                              |
| ディアンヌ                 | -                            | -                                            | -                                   | 麻乃佳世                            |
| ジャンヌ                   | 小乙女幸                     | 花愛望都                                     | 梢真奈美                            | -                                   |
| マリア・テレジア           | -                            | 恵さかえ                                     | -                                   | -                                   |
| ヨーゼフ2世                | -                            | 天地ひかり                                   | 安寿ミラ 真矢みき                   | -                                   |
| メルシー伯爵               | -                            | 深山しのぶ                                   | 麻月鞠緒                            | -                                   |
| グスタフ3世                | -                            | -                                            | 星原美沙緒                          | -                                   |
| ソフィア                   | -                            | 羽衣蘭                                       | -                                   | -                                   |
| ジャルジェ将軍             | 星原美沙緒                   | 萬あきら                                     | -                                   | 星原美沙緒                          |
| ジャルジェ夫人             | 木花咲耶                     | -                                            | -                                   | 矢代鴻                              |
| オルタンス                 | 桂あさひ                     | -                                            | -                                   | 紫とも                              |
| マロン・グラッセ           | 葉山三千子                   | 葉山三千子 鞠村奈緒                          | -                                   | 京三紗                              |
| ルイ16世                   | -                            | 千秋慎                                       | 宝純子                              | 汝鳥伶                              |
| プロヴァンス伯爵           | 箙かおる                     | 泉つかさ 卯月佳                              | 磯野千尋                            | -                                   |
| オルレアン公爵             | 沙羅けい                     | -                                            | -                                   | -                                   |
| ポリニャック夫人           | 北斗ひかる                   | -                                            | -                                   | -                                   |
| シャルロット               | 早原みゆ紀                   | -                                            | -                                   | -                                   |
| ブイエ将軍                 | 泉つかさ                     | 吹雪仁美                                     | 涼美緒                              | 萬あきら                            |
| シモーヌ                   |                              |                                              |                                     | 木花咲耶                            |
| モンゼット公爵             |                              | 岸香織                                       |                                     |                                     |
| モンゼット公爵夫人         |                              | 岸香織                                       | 月丘千景                            |                                     |
| シッシーナ公爵夫人         |                              | 城火呂絵                                     | 北小路みほ                          |                                     |
| ランバール公爵夫人         | 矢代鴻                       |                                              |                                     |                                     |
| ダグー大佐                 |                              |                                              |                                     | 真山葉瑠                            |
| メルキオール               |                              |                                              |                                     | 波音みちる                          |
| フランソワ・アルマン       |                              |                                              |                                     | いつき吟夏 汐風幸                   |
| イザベル                   |                              |                                              |                                     | 羽根知里                            |
| オスカル（子供時代）       | -                            | -                                            | -                                   | 花丘美幸                            |
| アンドレ（子供時代）       | -                            | -                                            | -                                   | 高千穂舞                            |
| アントワネット（少女時代） | -                            | 青山雪菜                                     | -                                   | -                                   |
| 王太子                     | -                            | 萩尾仁美                                     | 汐風幸                              | -                                   |
| 王女                       | -                            | しのぶ紫                                     | 森奈みはる                          | -                                   |
| 小公子                     | 有未れお 北山里奈 和央ようか | 大輝ゆう 絵麻緒ゆう                          | 夏城令                              | いつき吟夏 汐風幸                   |
| 小公女                     | 鮎ゆうき                     | 青山雪菜                                     | 路あかり 白城あやか                 | 朝吹南 時由布花                     |
| 脚本・演出（スタッフ）     | 植田紳爾                     | 植田紳爾                                     | 植田紳爾                            | 植田紳爾                            |

|                            | 2001年星組                     | 2001年宙組    | 2006年星組                                   | 2006年星組          | 2006年雪組                                       | 2006年雪組                       |
| 劇場                       | 宝・東                         | 宝・東        | 宝塚                                         | 東京                | 宝塚                                             | 東京                             |
| -------------------------- | ------------------------------ | ------------- | -------------------------------------------- | ------------------- | ------------------------------------------------ | -------------------------------- |
| オスカル                   | 稔幸                           | 彩輝直 水夏希 | 大空祐飛 霧矢大夢 朝海ひかる 貴城けい 水夏希 | 安蘭けい            | 朝海ひかる                                       | 朝海ひかる                       |
| アンドレ                   | 香寿たつき 湖月わたる 樹里咲穂 | 彩輝直 水夏希 | 安蘭けい                                     | 立樹遥 柚希礼音     | 湖月わたる 春野寿美礼 瀬奈じゅん 貴城けい 水夏希 | 安蘭けい 貴城けい 水夏希         |
| アントワネット             | 星奈優里                       | 花總まり      | 白羽ゆり                                     | 白羽ゆり            | -                                                | -                                |
| フェルゼン                 | 安蘭けい                       | 和央ようか    | 湖月わたる                                   | 湖月わたる          | -                                                | -                                |
| ジェローデル               | 夢輝のあ                       | 寿つかさ      | 涼紫央                                       | 涼紫央              | 貴城けい 壮一帆                                  | 貴城けい 壮一帆                  |
| アラン                     | 真飛聖                         | -             | 柚希礼音                                     | 綺華れい            | 水夏希 音月桂                                    | 水夏希 音月桂                    |
| ベルナール                 | 久城彬                         | 朝宮真由      | 立樹遥                                       | 立樹遥 柚希礼音     | 未来優希                                         | 未来優希                         |
| ロザリー                   | 秋園美緒                       | 陵あきの      | 陽月華                                       | 陽月華              | 舞風りら                                         | 舞風りら                         |
| ディアンヌ                 | -                              | -             | -                                            | -                   | 山科愛                                           | 山科愛                           |
| マリア・テレジア           | -                              | 城火呂花      | 邦なつき                                     | 邦なつき            |                                                  |                                  |
| ヨーゼフ2世                | -                              | 祐輝薫        |                                              |                     |                                                  |                                  |
| メルシー伯爵               | -                              | 未沙のえる    | 未沙のえる                                   | 未沙のえる          |                                                  |                                  |
| グスタフ3世                | -                              | 箙かおる      |                                              |                     |                                                  |                                  |
| ソフィア                   | -                              | 南城ひかり    |                                              |                     |                                                  |                                  |
| ジャルジェ将軍             | 汝鳥伶 星原美沙緒 未沙のえる   | -             | にしき愛                                     | にしき愛            | 星原美沙緒                                       | 星原美沙緒                       |
| ジャルジェ夫人             | 高ひづる                       | -             |                                              |                     | 矢代鴻                                           | 矢代鴻                           |
| オルタンス                 | 朋舞花                         | -             |                                              |                     | 愛耀子                                           | 愛耀子                           |
| マロン・グラッセ           | 一原けい                       | 星里未子      |                                              |                     | 灯奈美                                           | 灯奈美                           |
| ルイ16世                   | 一樹千尋                       | 大峯麻友      | 英真なおき                                   | 英真なおき          |                                                  |                                  |
| プロバンス伯爵             | 英真なおき                     | 真中ひかる    | 紫蘭ますみ                                   | 紫蘭ますみ          |                                                  |                                  |
| オルレアン公爵             | 大洋あゆ夢                     | -             |                                              |                     |                                                  |                                  |
| ブイエ将軍                 | にしき愛                       | 越はるき      | 汝鳥伶                                       | 汝鳥伶              | 一樹千尋                                         | 一樹千尋                         |
| オスカル(子供時代)         | 映美くらら 華美ゆうか          | -             | -                                            | -                   | 早花まこ                                         | 早花まこ                         |
| アンドレ(子供時代)         | 陽月華                         | -             | -                                            | -                   | 愛原実花                                         | 愛原実花                         |
| アントワネット（少女時代） | -                              | 麻生あくら    | 成花まりん                                   | 成花まりん          |                                                  |                                  |
| 王太子                     | -                              | 初嶺麿代      |                                              |                     |                                                  |                                  |
| 王女                       | -                              | 美羽あさひ    |                                              |                     |                                                  |                                  |
| 小公子                     | 朝澄けい                       | 久遠麻耶      | 麻尋しゅん                                   | 麻尋しゅん          | 沙央くらま 大湖せしる 蓮城まこと                 | 沙央くらま 大湖せしる 蓮城まこと |
| 小公女                     | 映美くらら 南海まり 陽月華     | 遠野あすか    | 妃咲せあら 蒼乃夕妃                          | 妃咲せあら 蒼乃夕妃 | -                                                | -                                |
| 脚本・演出（スタッフ）     | 植田紳爾                       | 植田紳爾      | 植田紳爾                                     | 植田紳爾            | 植田紳爾                                         | 植田紳爾                         |
| 演出（スタッフ）           | 谷正純                         | 谷正純        | 谷正純                                       | 谷正純              | 谷正純                                           | 谷正純                           |

|                        | 2013年月組                        | 2013年雪組               | 2014年宙組            |
| 劇場                   | 宝・東                            | 宝・東                   | 宝・東                |
| ---------------------- | --------------------------------- | ------------------------ | --------------------- |
| オスカル               | 龍真咲 明日海りお                 | 早霧せいな 凰稀かなめ    | 凰稀かなめ            |
| アンドレ               | 龍真咲 明日海りお 蘭寿とむ 壮一帆 | 未涼亜希 柚希礼音 龍真咲 | 朝夏まなと 緒月遠麻   |
| アントワネット         | -                                 | 愛加あゆ                 | -                     |
| フェルゼン             | 紫門ゆりや                        | 壮一帆                   | -                     |
| ジェローデル           | 珠城りょう 美弥るりか             | 夢乃聖夏                 | 七海ひろき 朝夏まなと |
| アラン                 | 星条海斗                          | 彩風咲奈 彩凪翔          | 緒月遠麻 七海ひろき   |
| ベルナール             | 美弥るりか 明日海りお             | 彩凪翔 早霧せいな        | 蓮水ゆうや            |
| ロザリー               | 愛希れいか                        | 早花まこ                 | 実咲凜音              |
| オスカル(子供時代)     | 咲妃みゆ                          | -                        | 星吹彩翔              |
| アンドレ(子供時代)     | 海乃美月                          | -                        |                       |
| 小公子                 | 春海ゆう                          | 永久輝せあ               | 和希そら              |
| 小公女                 | 咲妃みゆ 海乃美月                 | 星乃あんり 彩月つくし    | 真みや涼子 瀬戸花まり |
| 脚本・演出（スタッフ） | 植田紳爾                          | 植田紳爾                 | 植田紳爾              |
| 演出（スタッフ）       | 鈴木圭                            | 鈴木圭                   | 谷正純                |

|                        | 2024年雪組      |
| 劇場                   | 宝・東          |
| ---------------------- | --------------- |
| オスカル               | 朝美絢          |
| アンドレ               | 縣千            |
| アントワネット         | 夢白あや        |
| フェルゼン             | 彩風咲奈        |
| ジェローデル           | 諏訪さき        |
| アラン                 | 眞ノ宮るい      |
| ベルナール             | 華世京          |
| ロザリー               | 野々花ひまり    |
| ジャンヌ               | 音彩唯          |
| メルシー伯爵           | 汝鳥伶          |
| ルイ16世               | 奏乃はると      |
| プロバンス伯爵         | 真那春人        |
| ブイエ将軍             | 悠真倫          |
| オスカル(子供時代)     | -               |
| アンドレ(子供時代)     | -               |
| 王子                   | 星沢ありさ      |
| 王女                   | 音綺みあ        |
| 小公子                 | 紀城ゆりや      |
| 小公女                 | 華純沙那 白綺華 |
| 脚本・演出（スタッフ） | 植田紳爾        |
| 演出（スタッフ）       | 谷正純          |

### 新人公演
※1976年月組は役替り公演とする。
|                            | 1974年月組 | 1975年花組          | 1975年雪組          | 1976年星組 | 1976年月組 |
| 劇場                       | 宝・東     | 宝・東              | 宝・東              | 宝・東     | 東京のみ   |
| -------------------------- | ---------- | ------------------- | ------------------- | ---------- | ---------- |
| オスカル                   | 常花代     | 祐樹叶 寿ひずる     | 山城はるか          | 桐生のぼる | 榛名由梨   |
| アンドレ                   | 大湖かつら | 汐見里佳            | 槇さやか            | 賀茂鶴みき | 瀬戸内美八 |
| アントワネット             | 城月美穂   | 島ゆり              | 瑞穂まり 城月美穂   | 四季乃花恵 | 北原千琴   |
| フェルゼン                 | みさとけい | 新城まゆみ          | 大浦みずき          | 峰さを理   | 大地真央   |
| ジェローデル               | 有明淳     | 寿ひずる なかいおり | 湖条千秋            | 一樹千尋   | 有明淳     |
| アラン                     | 藤城潤     | 宝純子 欧わたる     | -                   | 克美仁     | 江夏淳     |
| ベルナール                 | 水乃亮     | 一条ひかる          | 克沙千世            | 有季れいな | 藤城潤     |
| ロザリー                   | 野々ひかり | 美樹ひろみ          | 茜真弓              | 紫城いずみ | 野々ひかり |
| ディアンヌ                 | 英理絵     | -                   | -                   | -          | -          |
| ジャンヌ                   | -          | 美野真奈 星すばる   | 麻路まりこ 五條愛川 | 藤京子     | 小松美保   |
| マリア・テレジア           | 久美かおる | -                   | -                   | -          | -          |
| ヨーゼフ2世                | -          | -                   | -                   | 真船ゆたか | 小柳日鶴   |
| メルシー伯爵               | 汝鳥伶     | -                   | -                   | 葉月しげる | 大路三千緒 |
| ソフィア                   | 潮はるか   | -                   | -                   | 夢まどか   | 舞小雪     |
| ジャルジェ将軍             | 礼美良     | 帯刀ジョゼ          | 沙羅けい            | -          | -          |
| ジャルジェ夫人             | -          | 星すばる 星美あきら | 藍園ゆか            | -          | -          |
| オルタンス                 | -          | 麻里光              | 久美まり            | -          | -          |
| マロン・グラッセ           | -          | 里美あきら 桂美紀   | 亜蘭美香            | -          | 八雲あけみ |
| ルイ16世                   | 美穂真咲   | -                   | -                   | 県英巳     | 美穂真咲   |
| プロバンス伯爵             | -          | -                   | -                   | 寿美夏子   | 条はるき   |
| ポリニャック夫人           | 紫賀みどり | 風見圭 立ともみ     | 昇路みちる          | -          | -          |
| シャルロット               | 純川暁美   | 美和ちぐさ          | 牧奈えりか          | -          | -          |
| ブイエ将軍                 | -          | 紫乃右行            | 波切洋              | 越富士子   | 星原美沙緒 |
| アントワネット（少女時代） | 花尾まき   | -                   | -                   | -          | -          |
| 王太子                     | 未沙のえる | -                   | -                   | 真もえる   | 芹まちか   |
| 王女                       | 水奈ゆきほ | -                   | -                   | 白雪愛     | 潮はるか   |
| 脚本・演出（スタッフ）     | 植田紳爾   | 植田紳爾            | 植田紳爾            | 植田紳爾   | 植田紳爾   |

|                            | 1989年雪組        | 1989年星組          | 1990年花組 | 1991年月組      |
| 劇場                       | 宝・東            | 宝・東              | 宝・東     | 宝・東          |
| -------------------------- | ----------------- | ------------------- | ---------- | --------------- |
| オスカル                   | 和央ようか        | 絵麻緒ゆう 大輝ゆう | 汐風幸     | 真織由季 汐風幸 |
| アンドレ                   | 轟悠              | 卯月佳              | 真琴つばさ | 大海ひろ 彩輝直 |
| アントワネット             | 桂あさひ          | 青山雪菜            | 香坂千晶   | -               |
| フェルゼン                 | 海峡ひろき        | 麻路さき            | 香寿たつき | -               |
| ジェローデル               | 美樹さやか        | 天地ひかり 英りお   | 夏城令     | 一紗まひろ      |
| アラン                     | -                 | 雅景                | 紫吹淳     | 嘉月絵理        |
| ベルナール                 | 北山里奈          | 千秋慎 稔幸         | 橘沙恵     | 水月静          |
| ロザリー                   | 朝霧舞            | 羽衣蘭 麻丘奈里     | 詩乃優花   | 朝吹南          |
| ディアンヌ                 | -                 | -                   | -          | 風花舞          |
| ジャンヌ                   | 夏生かおり        | 麗美花 出雲綾       | 夏目佳奈   | -               |
| マリア・テレジア           | -                 | 出雲綾 万里柚美     | -          | -               |
| ヨーゼフ2世                | -                 | 光樹すばる          | -          | -               |
| メルシー伯爵               | -                 | 松風良              | 大舞夏織   | -               |
| グスタフ3世                | -                 | -                   | 愛華みれ   | -               |
| ソフィア                   | -                 | 萩尾仁美 乙原愛     | 華陽子     | -               |
| ジャルジェ将軍             | 黛れいな          | 千秋慎              | -          | 越はるき 登羽歩 |
| ジャルジェ夫人             | 白鷺まどか        | -                   | -          | 夏河ゆら        |
| オルタンス                 | 朝奈亜弓          | -                   | -          | 時由布花        |
| マロン・グラッセ           | 筑紫野あや 地矢晃 | 九重遥              | -          | 暁なぎさ        |
| ルイ16世                   | -                 | 真中ひかる          | 宝樹芽里   | 真山葉瑠        |
| プロバンス伯爵             | 葛城七穂          | 滝はるか            | 匠ひびき   | -               |
| オルレアン公爵             | 矢吹翔            | -                   | -          | -               |
| ポリニャック夫人           | 高城叶            | -                   | -          | -               |
| シャルロット               | 灯奈美            | -                   | -          | -               |
| ブイエ将軍                 | はやせ翔馬        | 紫城輝              | 姿月あさと | 鷹悠貴          |
| ニコラ                     |                   | 絵麻緒ゆう          |            |                 |
| セルギー                   |                   | 神田智              |            |                 |
| オスカル（子供時代）       | -                 | -                   | -          | 瑠菜まり        |
| アンドレ（子供時代）       | -                 | -                   | -          | 彩輝直 日比谷恵 |
| アントワネット（少女時代） | -                 | しのぶ紫            | -          | -               |
| 王太子                     | -                 | 一絵梨花            | 二葉かれん | -               |
| 王女                       | -                 | 飛鳥井まり          | 麻希ゆい   | -               |
| 小公子                     |                   | 絵麻緒ゆう          |            |                 |
| 小公女                     |                   | しのぶ紫            |            |                 |
| バラの歌手（S13）          | 詩笛立季          |                     |            |                 |
| バラの男S                  | 美樹さやか        |                     |            |                 |
| ばらのタンゴの男S          |                   | 大輝ゆう            |            |                 |
| バラの歌手（S15）          | 海峡ひろき        |                     |            |                 |
| ばらの歌手                 |                   | 神田智              |            |                 |
| バラの女S                  | 桂あさひ          |                     |            |                 |
| ばらの女S                  |                   | 青山雪菜            |            |                 |
| ボレロの男                 | 轟悠              | 麻路さき            |            |                 |
| ボレロの女                 | 鮎ゆうき          | 絵麻緒ゆう          |            |                 |
| 脚本・演出（スタッフ）     | 植田紳爾          | 植田紳爾            | 植田紳爾   | 植田紳爾        |

|                        | 2001年星組            | 2001年宙組 | 2006年星組 | 2006年雪組 |
| 劇場                   | 宝・東                | 宝・東     | 宝・東     | 宝・東     |
| ---------------------- | --------------------- | ---------- | ---------- | ---------- |
| オスカル               | 真飛聖                | 華宮あいり | 麻尋しゅん | 沙央くらま |
| アンドレ               | 柚希礼音              | 速水リキ   | 夢乃聖夏   | 凰稀かなめ |
| アントワネット         | 琴まりえ              | 美羽あさひ | 陽月華     | -          |
| フェルゼン             | 椿火呂花              | 月船さらら | 柚希礼音   | -          |
| ジェローデル           | 涼紫央                | 悠未ひろ   | 水輝涼     | 谷みずせ   |
| アラン                 | 大真みらん            | -          | 美弥るりか | 緒月遠麻   |
| ベルナール             | 嶺恵斗                | 夢大輝     | 天緒圭花   | 宙輝れいか |
| ロザリー               | 映美くらら 華美ゆうか | 遠野あすか | 南海まり   | 晴華みどり |
| ディアンヌ             | -                     | -          | -          | 大月さゆ   |
| マリア・テレジア       | -                     | -          | 華美ゆうか |            |
| ヨーゼフ2世            | -                     | 月丘七央   |            |            |
| メルシー伯爵           | -                     | 苑みかげ   | 七風宇海   |            |
| ジャルジェ将軍         | 雪路歌帆              | -          | 一輝慎     | 真波そら   |
| ジャルジェ夫人         | 夢咲みのり            | -          |            | 涼花リサ   |
| オルタンス             | 星風エレナ            | -          |            | 鞠輝とわ   |
| マロン・グラッセ       | 彩愛ひかる            | 朝菜いるみ |            | 麻倉ももこ |
| ルイ16世               | 水城レナ              | 夏大海     | 天霧真世   |            |
| プロバンス伯爵         | 祐穂さとる            | 貴羽右京   | 鶴美舞夕   |            |
| オルレアン公爵         | 青空弥ひろ            | -          |            |            |
| ブイエ将軍             | 真汐薪                | 天羽珠紀   | 彩海早矢   | 白帆凜     |
| 王太子                 | -                     | 草凪萌     |            |            |
| 王女                   | -                     | 綾花ちか   |            |            |
| 脚本・演出（スタッフ） | 植田紳爾              | 植田紳爾   | 植田紳爾   | 植田紳爾   |
| 演出（スタッフ）       | 谷正純                | 谷正純     | 谷正純     | 谷正純     |

|                        | 2013年月組 | 2013年雪組 | 2014年宙組 |
| 劇場                   | 宝・東     | 宝・東     | 宝・東     |
| ---------------------- | ---------- | ---------- | ---------- |
| オスカル               | 煌月爽矢   | 煌羽レオ   | 和希そら   |
| アンドレ               | 鳳月杏     | 帆風成海   | 実羚淳     |
| アントワネット         | -          | 夢華あみ   | -          |
| フェルゼン             | 星那由貴   | 彩風咲奈   | -          |
| ジェローデル           | 天翔りいら | 久城あす   | 桜木みなと |
| アラン                 | 珠城りょう | 永久輝せあ | 留依蒔世   |
| ベルナール             | 輝月ゆうま | 月城かなと | 瑠風輝     |
| ロザリー               | 海乃美月   | 星乃あんり | 伶美うらら |
| ディアンヌ             |            |            |            |
| 脚本・演出（スタッフ） | 植田紳爾   | 植田紳爾   | 植田紳爾   |
| 演出（スタッフ）       | 鈴木圭     | 鈴木圭     | 谷正純     |

|                        | 2024年雪組            |
| 劇場                   | 宝・東                |
| ---------------------- | --------------------- |
| オスカル               | 紀城ゆりや            |
| アンドレ               | 華世京                |
| アントワネット         | 白綺華                |
| フェルゼン             | 蒼波黎也              |
| ジェローデル           | 律希奏                |
| アラン                 | 風立にき              |
| ベルナール             | 苑利香輝              |
| ロザリー               | 音彩唯                |
| ジャンヌ               | 瑞季せれな            |
| メルシー伯爵           | 霧乃あさと            |
| ルイ16世               | 希翠那音              |
| プロバンス伯爵         | 絢斗しおん            |
| ブイエ将軍             | 夢翔みわ              |
| 王子                   | 清羽美伶              |
| 王女                   | 祈菜さあや            |
| 小公子                 | 結翔恋                |
| 小公女                 | 愛空みなみ 星沢ありさ |
| 脚本・演出（スタッフ） | 植田紳爾              |
| 演出（スタッフ）       | 谷正純                |

### その他の劇場での公演
|                        | 1976年花組 | 1977年花組 | 1978年雪組 | 1979年花組 | 1980年雪組 |
| 公演                   | 地方公演   | 地方公演   | 地方公演   | 地方公演   | 地方公演   |
| ---------------------- | ---------- | ---------- | ---------- | ---------- | ---------- |
| オスカル               | 安奈淳     | 安奈淳     | 汀夏子     | 松あきら   | 汀夏子     |
| アンドレ               | 榛名由梨   | 松あきら   | 麻実れい   | みさとけい | 麻実れい   |
| アントワネット         | 上原まり   | 上原まり   | 城月美穂   | 邦月美岐   | 城月美穂   |
| フェルゼン             | 松あきら   | みさとけい | 常花代     | 汐見里佳   | 常花代     |
| ジェローデル           | 新城まゆみ | 新城まゆみ | 尚すみれ   | 央いおり   | 尚すみれ   |
| アラン                 | 汐見里佳   | 汐見里佳   |            |            |            |
| ベルナール             | 立ともみ   | 室町あかね |            |            | 真咲佳子   |
| ロザリー               | 美樹ひろみ |            |            |            | 花鳥いつき |
| ジャンヌ               | 八汐みちる |            |            |            | 昇路みちる |
| 脚本・演出（スタッフ） | 植田紳爾   | 植田紳爾   | 植田紳爾   | 植田紳爾   | 植田紳爾   |

|                        | 1991年雪組 | 1991年花組 | 2005年星組 | 2006年雪組 |
| 公演                   | 地方公演   | 地方公演   | 全国ツアー | 全国ツアー |
| ---------------------- | ---------- | ---------- | ---------- | ---------- |
| オスカル               | 杜けあき   | 真矢みき   | 涼紫央     | 水夏希     |
| アンドレ               | 海峡ひろき | 愛華みれ   | 立樹遥     | 壮一帆     |
| アントワネット         | 鮎ゆうき   | ひびき美都 | 白羽ゆり   | -          |
| フェルゼン             | 高嶺ふぶき | 大浦みずき | 湖月わたる | -          |
| ジェローデル           | 轟悠       | 宝樹芽里   | 麻尋しゅん | 沙央くらま |
| アラン                 | 風見玲央   | -          | -          | 緒月遠麻   |
| ベルナール             | 和光一     | 舵一星     | 綺華れい   | 悠なお輝   |
| ロザリー               | 朝霧舞     | 峰丘奈知   | 琴まりえ   | 舞風りら   |
| ジャンヌ               | 小乙女幸   |            |            |            |
| メルシー伯爵           |            | 麻月鞠緒   | 未沙のえる |            |
| グスタフ3世            |            | 未沙のえる | 英真なおき |            |
| ソフィア               |            | 香坂千晶   |            |            |
| ジャルジェ将軍         | 飛鳥裕     |            |            |            |
| ルイ16世               |            | 星原美沙緒 | 大真みらん |            |
| プロバンス伯爵         |            | 磯野千尋   | 紫蘭ますみ |            |
| ポリニャック伯爵夫人   | 真咲佳子   |            |            |            |
| シャルロット           | 早原みゆ紀 |            |            |            |
| シッシーナ夫人         |            | 北小路みほ | しのぶ紫   |            |
| 脚本・演出（スタッフ） | 植田紳爾   | 植田紳爾   | 植田紳爾   | 植田紳爾   |
| 演出（スタッフ）       | -          | -          | 谷正純     | 谷正純     |

|                        | 2014年雪組 | 2014年花組 | 2014年宙組 | 2015年花組 |
| 公演                   | 全国ツアー | 中日劇場   | 全国ツアー | 梅田・台湾 |
| ---------------------- | ---------- | ---------- | ---------- | ---------- |
| オスカル               | 早霧せいな | 芹香斗亜   | 七海ひろき | 柚香光     |
| アンドレ               | 夢乃聖夏   | 望海風斗   | 蒼羽りく   | 芹香斗亜   |
| アントワネット         | -          | 蘭乃はな   | 実咲凜音   | 花乃まりあ |
| フェルゼン             | 蓮城まこと | 明日海りお | 朝夏まなと | 明日海りお |
| ジェローデル           | 鳳翔大     | 鳳真由     | 澄輝さやと | 鳳真由     |
| アラン                 | 彩凪翔     | 真輝いづみ | 実羚淳     | 真輝いづみ |
| ベルナール             | 彩風咲奈   | 大河凜     | 星吹彩翔   | 瀬戸かずや |
| ロザリー               | 咲妃みゆ   | 花乃まりあ | 瀬音リサ   | 城妃美伶   |
| ジャンヌ               |            |            |            |            |
| 脚本・演出（スタッフ） | 植田紳爾   | 植田紳爾   | 植田紳爾   | 植田紳爾   |
| 演出（スタッフ）       | 谷正純     | 谷正純     | 谷正純     | 谷正純     |

## スタッフ

### 1974年
宝塚大劇場公演
- 演出[10][82]：長谷川一夫
- 脚本[10][82]：植田紳爾
- 音楽[82]：寺田瀧雄、入江薫、河崎恒夫
- 音楽指揮[82]：野村陽児
- 振付[82]：岡正躬、喜多弘
- 装置[82]：渡辺正男
- 衣装[82]：小西松茂
- 照明[83]：今井直次
- 音響[83]：松永浩志
- 小道具[83]：上田特市
- 効果[83]：中田正廣
- 演出補[83]：阿古健
- 演出助手[83]：太田哲則
- 制作[83]：野田浜之助

### 1975年
宝塚大劇場公演（花・雪組共通）
- 演出[13][82]：長谷川一夫
- 脚本[13][82]・演出[13][82]：植田紳爾
- 作曲[82]・編曲[82]：寺田瀧雄、入江薫、河崎恒夫
- 作曲[82]：平尾昌晃
- 編曲[82]：京健輔
- 音楽指揮[82]：野村陽児
- 振付[82]：岡正躬、喜多弘
- 擬闘[82]：二階堂武
- 装置[82]：渡辺正男
- 衣装[82]：小西松茂
- 照明[83]：今井直次
- 音響[83]：松永浩志
- 小道具[83]：上田特市、万波一重
- 効果[83]：中田正廣
- 演出補[83]：阿古健
- 演出助手[83]：村上信夫、三木章雄
- 制作[83]：秋尾久、野田浜之助

### 1976年
宝塚大劇場公演
- 演出[15][82]：長谷川一夫
- 脚本[15][82]・演出[15][82]：植田紳爾
- 音楽[82]：寺田瀧雄、入江薫、河崎恒夫
- 作曲[82]：平尾昌晃
- 音楽指揮[82]：野村陽児
- 振付[82]：岡正躬、喜多弘
- 擬闘[82]：二階堂武
- 装置[82]：渡辺正男
- 衣装[82]：小西松茂
- 照明[83]：今井直次
- 音響[83]：松永浩志
- 小道具[83]：上田特市、万波一重
- 効果[83]：中田正廣
- 演出補[83]：阿古健
- 演出助手[83]：村上信夫、三木章雄
- 制作[83]：秋尾久、野田浜之助、大西八洲雄

### 1989年・雪組
※氏名の後ろに「宝塚」、「東京」の文字がなければ両劇場共通。
- 脚本・演出：植田紳爾[84]
- 演出：阿古健[84]
- 作曲：寺田瀧雄[18]、入江薫[18]、河崎恒夫[18]
- 作曲：平尾昌晃[18]
- 音楽指揮：橋本和明（宝塚）[18]、岡田良機（宝塚）[18]、伊沢一郎（東京）[20]、大谷肇（東京）[20]
- 振付：喜多弘[18]、羽山紀代美[18]、黒瀧月紀夫[18]、尚すみれ[18]、岡正躬[18]
- 擬闘：金田治[18]
- 装置：渡辺正男[18]
- 衣装：静間潮太郎[18]、小西松茂[18]
- 照明：今井直次[18]
- 音響監督：松永浩志[18]
- 小道具：上田特市[18]
- 効果：扇野信夫[18]
- 演技指導：美吉左久子[18]、榛名由梨[18]
- 演出助手：谷正純[18]、木村信司[18]、中村一徳[18]
- 舞台進行：田中利彦[18]、川口俊一[18]
- 製作担当：柏原正一（東京）[20]
- 制作：高野賢一[18]
- 協賛：株式会社 住友クレジットサービス[18]
- 後援：関西テレビ放送 株式会社[18]

### 1989年・星組
※氏名の後ろに「宝塚」、「東京」の文字がなければ両劇場共通。
- 脚本・演出：植田紳爾[85]
- 演出：阿古健[85]
- 音楽：寺田瀧雄[21]、入江薫[21]、河崎恒夫[21]、平尾昌晃[21]
- 音楽指揮：岡田良機（宝塚）[21]、野村陽児（宝塚）[21]、北沢達雄（東京）[22]、伊沢一郎（東京）[22]
- 振付：喜多弘[21]、羽山紀代美[21]、黒瀧月紀夫[21]、尚すみれ[21]、岡正躬[21]
- 装置：渡辺正男[21]
- 衣装：静間潮太郎[21]、小西松茂[21]
- 照明：今井直次[21]
- 音響監督：松永浩志[21]
- 小道具：上田特市[21]
- 効果：扇野信夫[21]
- 演技指導：美吉左久子[21]、榛名由梨[21]
- 演出助手：谷正純[21]、木村信司[21]、中村一徳[21]
- 舞台進行：高階弘之[21]、西原徳充[21]
- 製作担当：長谷山太刀夫（東京）[22]
- 制作：橋本雅夫[21]、小林公一[21]
- 協賛：VISAグループ9社[21]
- 後援：関西テレビ放送 株式会社[21]

### 1990年
※氏名の後ろに「宝塚」、「東京」の文字がなければ両劇場共通。
- 脚本・演出：植田紳爾[86]
- 演出：阿古健[86]
- 作曲：寺田瀧雄[24]、入江薫[24]、平尾昌晃[24]
- 編曲：河崎恒夫[24]
- 音楽指揮：野村陽児（宝塚）[24]、岡田良機（宝塚）[24]、北沢達雄（東京）[22]
- 振付：喜多弘[24]、羽山紀代美[24]、黒瀧月紀夫[24]、尚すみれ[24]、岡正躬[24]
- 装置：渡辺正男[24]
- 衣装：静間潮太郎[24]、小西松茂[24]
- 照明：今井直次[24]
- 音響監督：松永浩志[24]
- 小道具：上田特市[24]
- 効果：扇野信夫[24]
- 演技指導：美吉左久子、榛名由梨[24]
- 演出助手：谷正純、木村信司[24]、中村一徳[24]
- 舞台進行：高階弘之、西原徳充[24]
- 製作担当：横山美二（東京）[22]
- 制作：高野賢一[24]

### 1991年・月組
※氏名の後ろに「宝塚」、「東京」の文字がなければ両劇場共通。
- 脚本・演出：植田紳爾[87]
- 作曲・編曲：寺田瀧雄[26]、入江薫[26]、吉田優子[26]
- 編曲：平尾昌晃[26]
- 音楽指揮：野村陽児（宝塚）[26]、岡田良機（宝塚）[26]、清川知巳（東京）[28]
- 振付：喜多弘、羽山紀代美[26]、黒瀧月紀夫[26]、尚すみれ[26]、岡正躬[26]
- 殺陣：菅原俊夫[26]
- 装置：渡辺正男[26]
- 衣装：静間潮太郎[26]、小西松茂[26]
- 照明：今井直次[26]
- 音響監督：松永浩志[26]
- 小道具：上田特市[26]
- 効果：川ノ上智洋[26]
- 演技指導：美吉左久子[26]、榛名由梨[26]
- 演出助手：谷正純[26]、木村信司[26]、中村一徳[26]
- 舞台進行：恵見和弘、西原徳充[26]
- 製作担当：津村健二（東京）[28]
- 制作：飯島健[26]

### 2001年・宙組
※氏名の後ろに「宝塚」、「東京」の文字がなければ両劇場共通。
- 脚本・演出：植田紳爾[88]
- 演出：谷正純[88]
- 作曲・編曲：吉田優子[32]、寺田瀧雄[32]、入江薫[32]、河崎恒夫[32]
- 作曲：平尾昌晃[32]
- 編曲：鞍富真一[32]
- 音楽指揮：岡田良機（宝塚）[32]、御﨑惠（宝塚）[32]、清川知巳（東京）[33]
- 振付：羽山紀代美[32]、尚すみれ[32]、若央りさ[32]、岡正躬[32]、喜多弘[32]、黒瀧月紀夫[32]
- 装置：関谷敏昭、渡辺正男[32]
- 衣装：任田幾英、小西松茂[32]
- 照明：今井直次[32]
- 音響：加門清利[32]
- 小道具：伊集院徹也、石橋清利[32]
- 効果：宮廻みさよ（宝塚）[32]、扇野信夫（東京）[33]
- 演技指導：美吉左久子[32]、榛名由梨[32]
- 歌唱指導：楊淑美[32]
- 演出補：中村一徳[32]
- 演出助手：荻田浩一[32]、稲葉太地[32]
- 装置補：広森守[32]
- 舞台進行：西原徳充（宝塚）[32]、森田智広[32]
- 舞台美術製作：株式会社 宝塚舞台[32]
- 演奏：宝塚歌劇オーケストラ（宝塚）[32]
- 演奏コーディネート：ダット・ミュージック（東京）[33]
- 制作：北野靖[32]
- 協賛：三井住友VISAカード[32]
- 特別協賛：VISAジャパングループ[32]
- 演出担当（新人公演）：中村一徳[88]

### 2001年・星組
※氏名の後ろに「東京」、「宝塚」の文字がなければ両劇場共通。
- 脚本・演出：植田紳爾[89]
- 演出：谷正純[89]
- 作曲・編曲：吉田優子[33]、寺田瀧雄[33]、入江薫[33]、鞍富真一[33]、河崎恒夫[33]
- 作曲：平尾昌晃[33]
- 編曲：小高根凡平[33]
- 音楽指揮：御﨑惠（宝塚）[34]、佐々田愛一郎（宝塚）[34]、伊澤一郎（東京）[33]
- 振付：羽山紀代美[33]、尚すみれ[33]、大谷盛雄[33]、若央りさ[33]、岡正躬[33]、喜多弘[33]、黒瀧月紀夫[33]
- ファイティング・コーディネーター：渥美博[33]
- 装置：関谷敏昭[33]、渡辺正男[33]
- 衣装：任田幾英[33]、小西松茂[33]
- 照明：今井直次[33]
- 音響：加門清利[33]
- 小道具：谷田祥一[33]、田中武彦[33]
- 効果：切江勝[33]
- フランス語指導：鞍谷葉子[33]
- 演技指導：美吉左久子[33]、榛名由梨[33]
- 歌唱指導：楊淑美[33]
- 演出助手：藤井大介[33]、大野拓史[33]、児玉明子[33]
- ファイティング助手：亀山ゆうみ[33]
- 装置補：広森守[33]
- 舞台進行：恵見和弘[33]
- 舞台美術製作：株式会社 宝塚舞台[33]
- 演奏：宝塚歌劇オーケストラ（宝塚）[34]
- 演奏コーディネート：新音楽協会（東京）[33]
- 制作：福島康徳[33]
- 協賛：三井住友VISAカード[33]
- 特別協賛：VISAジャパングループ[33]
- 演出担当（新人公演）：児玉明子[89]

### 2006年
※氏名の後ろに特に文字がなければ星組・雪組の両公演共通のスタッフ。
宝塚大劇場公演
- 脚本[90]・演出[90]：植田紳爾
- 演出[90]：谷正純
- 作曲[90]・編曲[90]：吉田優子、寺田瀧雄、入江薫、鞍富真一、河崎恒夫
- 作曲[90]：平尾昌晃
- 音楽指揮[90]：岡田良機（星組の第1部）、佐々田愛一郎（星組の第2部）、矢部豊（雪組の第1部）、御﨑惠（雪組の第2部）
- 振付[90]：羽山紀代美、尚すみれ、若央りさ、岡正躬、喜多弘
- 擬闘[90]：菅原俊夫（雪組）
- 装置[90]：関谷敏昭、渡辺正男
- 衣装[90]：任田幾英、小西松茂
- 照明[91]：今井直次
- 音響[91]：加門清邦
- 小道具[91]：伊集院徹也（星組）、石橋清利（雪組）、藤田昌代
- 効果[91]：株式会社 宝塚舞台
- 演技指導[91]：美吉左久子
- 歌唱指導[91]：楊淑美
- 演出助手[91]：生田大和（雪組）、鈴木圭、原田諒
- 舞台進行[91]：森田智広（星組）、斎藤栄作（星組）、安藤邦博（星組）、片岡麻理恵（雪組）、香取克英（雪組）、濱野文宏（雪組）
- 制作[91]：村上信夫（星組）、樫原幸英（雪組）
- 作曲[91]：マリー・アントワネット
- 後援[91]：フランス大使館
- 特別協賛[91]：VISAジャパングループ

### 2013年・月組
※氏名の後ろに「宝塚」、「東京」の文字がなければ両劇場共通。
- 脚本[92]・演出[92]：植田紳爾
- 演出[92]：鈴木圭
- 作曲[92]・編曲[92]：吉田優子、寺田瀧雄,、入江薫、鞍富真一、河崎恒夫
- 作曲[92]：平尾昌晃
- 音楽指揮（1幕）[92]：佐々田愛一郎（宝塚）、伊澤一郎（東京）
- 音楽指揮（2幕）[92]：大谷木靖（宝塚）、清川知己（東京）
- 振付[92]：羽山紀代美、尚すみれ、若央りさ、岡正躬、喜多弘
- 装置[92]：関谷敏昭
- 衣装[92]：任田幾英、小西松茂
- 照明[92]：今井直次
- 音響[92]：加門清邦
- 演技指導[92]：榛名由梨
- 歌唱指導[92]：楊淑美
- 制作・著作：宝塚歌劇団[92]
- 主催[92]：阪急電鉄 株式会社
- 特別協賛[92]：三井住友VISAカード

### 2013年・雪組
※氏名の後ろに「宝塚」、「東京」の文字がなければ両劇場共通。
- 脚本[93]・演出[93]：植田紳爾
- 演出[93]：鈴木圭
- 作曲[93]・編曲[93]：吉田優子、寺田瀧雄、入江薫、鞍富真一、河崎恒夫
- 作曲[93]：平尾昌晃
- 音楽指揮[93]：塩田明弘（宝塚）
- 音楽指揮（1幕）[93]：伊澤一郎（東京）
- 音楽指揮（2幕）[93]：清川知己（東京）
- 振付[93]：羽山紀代美、尚すみれ、若央りさ、岡正躬、喜多弘
- 装置[93]：関谷敏昭
- 衣装[93]：任田幾英、小西松茂
- 照明[93]：今井直次
- 音響[93]：加門清邦
- 演技指導[93]：榛名由梨
- 歌唱指導[93]：楊淑美
- 映像[93]：奥秀太郎
- 制作・著作：宝塚歌劇団[93]
- 主催[93]：阪急電鉄 株式会社
- 特別協賛[93]：三井住友VISAカードグループ

### 2014年・宙組 宝塚・東京
※氏名の後ろに「宝塚」、「東京」の文字がなければ両劇場共通。
- 脚本・演出：植田紳爾[94]
- 演出：谷正純[48]
- 作曲・編曲：吉田優子[48]、寺田瀧雄[48]、入江薫[48]、鞍富真一[48]、河崎恒夫[48]
- 作曲：平尾昌晃[48]
- 音楽指揮（1幕）：大谷木靖（宝塚）[48]、伊澤一郎（東京）[50]
- 音楽指揮（2幕）：清川知己（宝塚・東京共通）[94]
- 振付：羽山紀代美[48]、尚すみれ[48]、若央りさ[48]、岡正躬[48]、喜多弘[48]
- 擬闘：菅原俊夫[48]
- 装置：関谷敏昭[48]
- 衣装：任田幾英[48]、小西松茂[48]
- 照明：今井直次[48]
- 音響：加門清邦[48]
- 小道具：松木久尚[48]
- 演技指導：榛名由梨[48]
- 歌唱指導：楊淑美[48]
- 演出助手：生田大和[48]、谷貴矢[48]
- 衣装補：加藤真美[48]
- 舞台進行（1幕）：押川麻衣[48]、森田智広[48]
- 舞台進行（2幕）：安達徳仁[48]
- 舞台美術製作：株式会社 宝塚舞台[48]
- 演奏：宝塚歌劇オーケストラ（宝塚）[48]
- 演奏コーディネート：内藤音楽事務所（東京）[50]
- 制作：谷風宗範[48]
- 制作補：三木規靖[48]
- 制作・著作：宝塚歌劇団[48]
- 主催：阪急電鉄 株式会社[48]
- 特別協賛：三井住友VISAカード[48]
- 演出担当（新人公演）：生田大和[95]

## 逸話
植田にとっても本作が初めての洋物であった。ただ植田は日本や東洋を舞台にした作品に専念してきた間も、洋物進出が認められた時に備えて、題材を選んではおり、歌劇団がロココ朝の舞台美術に関し、日本でも有数のノウハウを蓄積してきたことを聞いていたことから、「ロココの女王」として知られたマリー＝アントワネットを中心にした作品なら、質の高い舞台美術に支えられた上演ができると、本作を知る前からアントワネットを自作で取り上げる腹案はあったといい、本作の舞台化はその願いの結実でもあった。
1975年花組版で植田は最終的にオスカル役に安奈を推したが、安奈が初役で観客動員力としては未知数だったのに対し、共にトップスターをつとめる榛名は、月組初演で評判をとったオスカル役経験者であり、榛名が花組版でオスカルを再演するとなれば、初演を観劇してくれた相当数のファンたちを再観劇に呼び込める可能性もあり、興行としては榛名の方が「計算できる」として、“榛名オスカル”を推す意見も根強かった。東京宝塚劇場を管理する東宝の担当者も、興行的観点から“榛名オスカル”を当然視していたようで、植田の“安奈オスカル”の意向を伝え聞くと、植田を呼び出して「商売を全くわかっていない」と配役変更を迫ってきたという。呼びつけられた上でのこのような仕打ちに、植田は全く納得がいかず「でしたら、東京公演はなしで結構です」と、啖呵を切って帰ったと述懐している。
1975年花組版で“安奈オスカル”を植田が決断した際、植田は榛名と二人だけで話し合い「今回もオスカルを演ったら、（君は）オスカルのイメージが抜けなくなる。アンドレに回って演技の幅をぜひ広げてほしい」と話して説得したという。植田は当時を回想した際「榛名も残念だったと思うが、納得してくれた」と榛名に感謝している。

## その他
- 2003年にダイハツ・ムーヴのCMで、絵麻緒ゆうがオスカル、香寿たつきがアンドレにそれぞれ扮して、CMに出演[96]。どちらもトップスターを経て、宝塚から退団していた2人の、テレビCMでの共演であった。絵麻緒ゆうは1989年公演「フェルゼン・アントワネット編」新人公演でのオスカル役、香寿たつきは2001年公演「ベルサイユのばら2001」本公演でのアンドレ役、という正真正銘の本物である。

- 1989年に、ベルサイユのばらを歌舞伎役者が演じるという試みが歌舞伎役者の恒例イベント『俳優祭』にて行われている。タイトルは『佛国宮殿薔薇譚（べるさいゆばらのよばなし）』とされ、構成・演出は三代目市川猿之助が行い、さらに美術には宝塚より朝倉摂が招かれるなど、本格的な作品作りが行われた[97]。歌舞伎役者にも宝塚歌劇のファンが多く、とりわけオスカルを演じた五代目中村児太郎は当時トップを務めていた涼風真世らタカラジェンヌと交友が深く、この公演の前に稽古をつけてもらったといわれる（詳細は九代目中村福助の項を参照）。

- 宝塚歌劇団出身の元女優・美雪花代は、競走馬の生産牧場である三城牧場の経営者だった夫と結婚するも膵臓がんで死別、夫の遺志により牧場経営を引き継いだ際、当作品に由来する「ヴェルサイユファーム」に社名を改めた[98]。